# 5. Juni
Der 5. Juni ist der 156. Tag des gregorianischen Kalenders (der 157. in Schaltjahren), somit verbleiben noch 209 Tage bis zum Jahresende.

## Ereignisse

### Politik und Weltgeschehen
- 0774: Nach dem erfolgreichen Langobardenfeldzug ernennt sich Karl der Große zum Rex Francorum et Langobardorum (König der Franken und Langobarden).
- 1098: Wenige Tage nach der Einnahme der Stadt Antiochia durch das christliche Heer des Ersten Kreuzzuges erreicht ein muslimisches Seldschukenheer unter Kerboga die Stadt und beginnt mit der zweiten Belagerung von Antiochia.
- 1288: Die Schlacht von Worringen beendet den Limburger Erbfolgestreit und führt zur Schwächung des Erzbischofs von Köln und zum Aufstieg der Städte Köln und Düsseldorf.
- 1568: Die Grafen Lamoral von Egmond und Philippe de Montmorency werden auf dem Marktplatz von Brüssel enthauptet. Der spanische Statthalter Alba hat sie vor den Rat der Unruhen stellen lassen, der die Angeklagten wegen Hochverrats zum Tode verurteilt. Die Hinrichtungen lösen den Achtzigjährigen Krieg zwischen den Niederlanden und Spanien mit aus.

1654: Christina I.

- 1619: Mit der „Sturmpetition“ versuchen die Deputierten der protestantischen Stände Niederösterreichs vergeblich, von Erzherzog Ferdinand einen Verzichtfrieden mit den aufständischen Böhmen und Zugeständnisse hinsichtlich der Ausübung des evangelischen Glaubens zu erwirken.
- 1654: Christina I. verzichtet auf den schwedischen Thron und konvertiert heimlich zum Katholizismus.

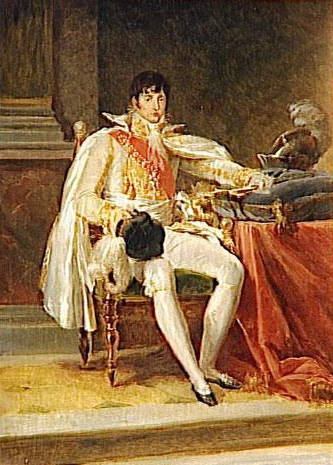
1806: Louis Bonaparte

- 1806: Napoleon Bonaparte ernennt seinen Bruder Louis Bonaparte zum Regenten des Königreichs Holland, der bisherigen Batavischen Republik.
- 1827: Im griechischen Unabhängigkeitskampf muss die belagerte Besatzung auf der Athener Akropolis kapitulieren. Osmanische Truppen besetzen anschließend die Stadt.
- 1832: In Paris bricht der republikanische Juniaufstand gegen König Louis-Philippe I. von Frankreich aus.
- 1837: Houston wird provisorische Hauptstadt der Republik Texas, verliert zwei Jahre später diesen Status aber wieder.
- 1849: Dänemark wird durch die Annahme des Grundgesetzes eine konstitutionelle Monarchie. Der 5. Juni ist seitdem dänischer Nationalfeiertag.
- 1862: Im Vertrag von Saigon wird die Stadt zur Hauptstadt der französischen Kolonie Cochinchina.
- 1900: Im Zweiten Burenkrieg nehmen die Briten Pretoria ein.
- 1915: Als fünfter Staat der Erde führt Dänemark das Frauenwahlrecht ein und verankert es in seinem Grundgesetz.
- 1916: Faisal, der Sohn des Großscherifen von Mekka, erklärt die Unabhängigkeit der Araber und beginnt mit seinen Leuten, unterstützt vom Briten T. E. Lawrence, Guerillaaktionen gegen das Osmanische Reich, unter anderem in Transjordanien.
- 1940: Die Wehrmacht startet mit dem »Fall Rot« den zweiten Teil ihrer Offensive zur Niederwerfung Frankreichs im Zweiten Weltkrieg.
- 1944: Zur Vorbereitung der Invasion werfen 1000 britische Bomber 5000 Tonnen Bomben auf deutsche Stellungen in der Normandie.
- 1945: Nach Ende des Zweiten Weltkriegs in Europa übernimmt der Alliierte Kontrollrat durch die Berliner Deklaration der Siegermächte offiziell die oberste Regierungsgewalt in Deutschland.

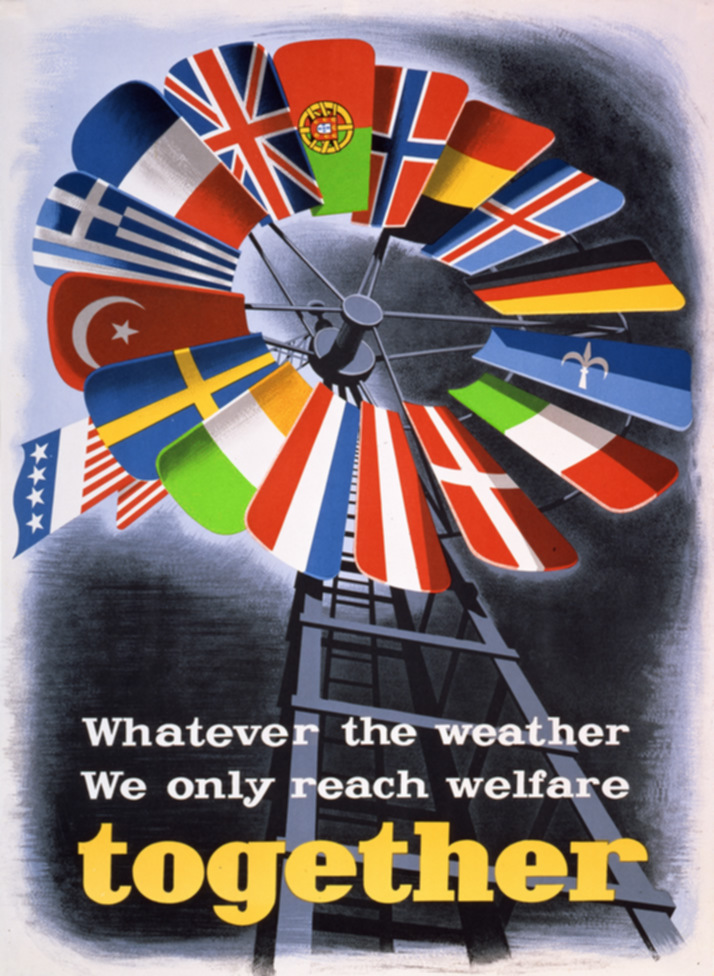
1947: US-Poster zum Marshall-Plan

- 1947: US-Außenminister George C. Marshall gibt in einer Rede vor der Absolventenklasse der Harvard University die Grundlagen des Marshallplanes zur Unterstützung Europas bekannt.
- 1953: Der dänische König Frederik IX. setzt eine Verfassungsreform in Kraft.

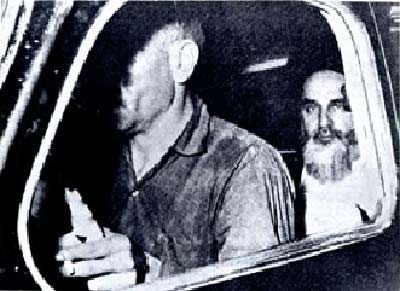
1963: Chomeini auf dem Weg ins Gefängnis

- 1963: Nach der Verhaftung von Hodschatoleslam Ruhollah Chomeini kommt es in den iranischen Städten Teheran und Ghom zu den Unruhen im Iran im Juni 1963, die den Beginn der Islamischen Revolution markieren.
- 1963: Der britische Heeresminister John Profumo tritt zurück, weil er vor einem Untersuchungsausschuss über sein Verhältnis mit dem Fotomodell Christine Keeler die Unwahrheit gesagt hat.
- 1966: Willy Brandt wird zum Vorsitzenden der SPD gewählt.
- 1967: Der Sechstagekrieg zwischen Israel und seinen Nachbarn beginnt.
- 1968: In Los Angeles wird Robert F. Kennedy, aussichtsreicher Kandidat im Nominierungswahlkampf der Demokraten für die Präsidentschaftswahl 1968, durch ein Attentat tödlich verletzt.
- 1972: In Stockholm beginnt die erste Weltumweltkonferenz – der 5. Juni ist seitdem alljährlicher Weltumwelttag.
- 1973: Im Lebach-Urteil bestätigt das deutsche Bundesverfassungsgericht das Verbot der Ausstrahlung eines TV-Dokumentarspiels über einen Kriminalfall, da es die Resozialisierung der Täter gefährde – ein Grundsatzurteil zum Verhältnis von Rundfunkfreiheit und Persönlichkeitsrecht in Deutschland.
- 1975: EWG-Mitgliedschaftsreferendum im Vereinigten Königreich: 67 % der Wähler stimmen für den Verbleib des Vereinigten Königreichs in der EWG.
- 1977: Auf den Seychellen gelingt ein Putsch, bei dem der erste Präsident des Landes, James Mancham abgesetzt wird.

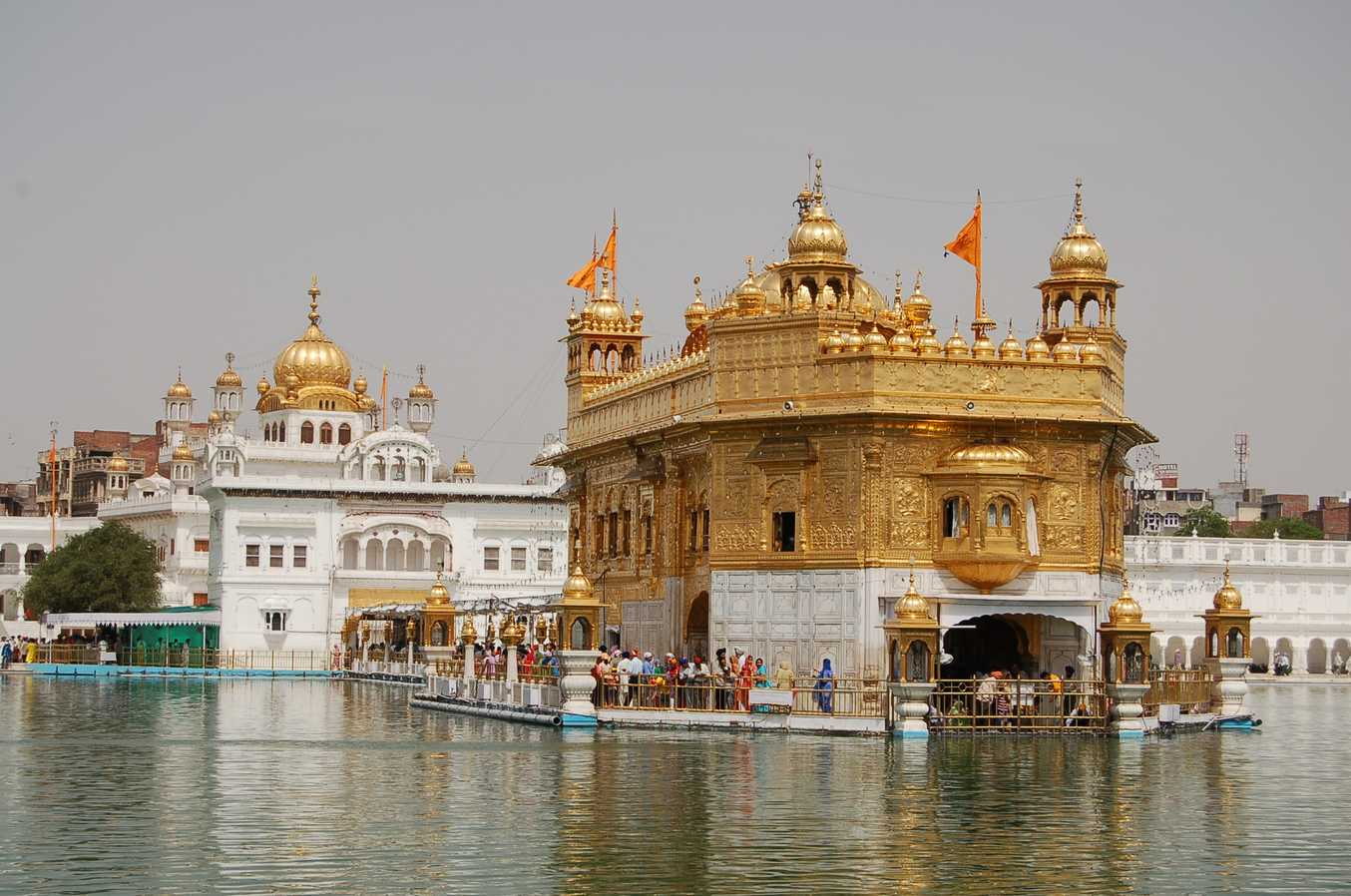
1984: Goldener Tempel

- 1984: Im Konflikt zwischen Sikhs und der indischen Zentralregierung um Punjab gibt Indira Gandhi den Befehl zur Erstürmung des Goldenen Tempels in Amritsar.
- 1989: Ein namentlich unbekannter Mann stellt sich während des Tian’anmen-Massaker vor eine Panzerkolonne und verhindert durch seinen zivilen Ungehorsam deren Weiterfahrt. Aufnahmen des „Tank Man“ gehen bald um die Welt und erlangen (pop)kulturelle Bedeutung.
- 1993: In Somalia werden 23 pakistanische UNO-Soldaten durch Einheiten der Somalische Nationalen Allianz unter Führung von Mohammed Farah Aidid getötet.
- 1998: Im Eritrea-Äthiopien-Krieg erfolgen die ersten beiderseitigen Luftangriffe.
- 2003: Der EU-Ministerrat beschließt die Gründung der Europäischen Agentur für Netz- und Informationssicherheit (ENISA).
- 2006: Serbien erklärt formell seine Souveränität und scheidet aus dem Staatenbund Serbien und Montenegro aus. Montenegro hat schon am 3. Juni den Staatenbund verlassen.
- 2011: In Mazedonien finden Parlamentswahlen statt, bei denen der amtierende Ministerpräsident Nikola Gruevski wiedergewählt wird.
- 2017: Montenegro, das sich 2006 von Serbien abgespalten hat, wird 29. Mitgliedstaat der NATO.
- 2017: Mit dem einseitigen Abbruch der diplomatischen Beziehungen und Schließung der Grenzen von Saudi-Arabien und seiner Verbündeten Ägypten, Bahrain, Vereinigten Arabischen Emirate gegenüber dem Emirat Katar beginnt die Katar-Krise.

### Wirtschaft
- 1832: Als Folge der Belgischen Revolution wird als neue Währung der Belgische Franc eingeführt, der in seinem Wert lange Jahre an den Französischen Franc gekoppelt ist.

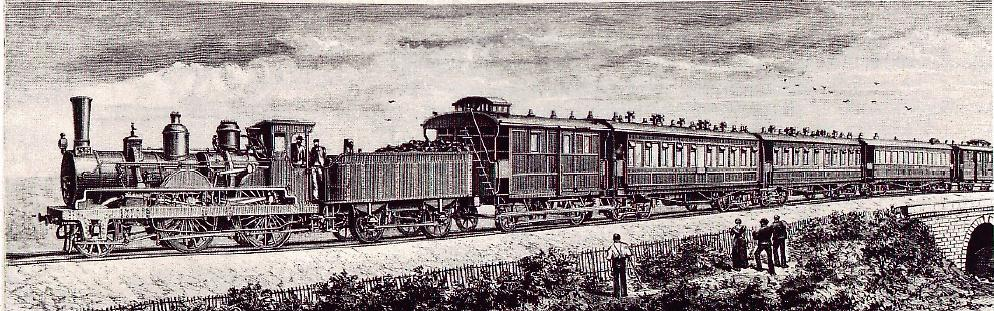
1883: Orient-Express

- 1883: Der erste Orient-Express startet vom Pariser Ostbahnhof zur Fahrt nach Warna am Schwarzen Meer, wo die Reisenden ein Schiff nach Konstantinopel nehmen können.
- 1989: Mit einer Ariane-4-Rakete wird der Kommunikationssatellit DFS-Kopernikus 1 der Deutschen Bundespost von Kourou aus gestartet und in eine geostationäre Position gebracht. Er wird zur Übertragung von Fernsehprogrammen und Telefongesprächen genutzt.

### Wissenschaft und Technik

1224: Universität Neapel

- 1224: Kaiser Friedrich II. gründet die Universität Neapel gegen den Willen der Kirche. Es entsteht die erste europäische Universität ohne Einwilligung zu ihrer Errichtung durch eine päpstliche Bulle.
- 1924: Ernst Fredrik Werner Alexanderson schickt das erste Fax über den Atlantik.
- 1981: Im Bulletin der US-Gesundheitsbehörde CDC erscheinen die ersten Fallbeschreibungen einer in der Folge als AIDS bekannt werdenden Krankheit.
- 1995: Zum ersten Mal gelingt die Herstellung eines Bose-Einstein-Kondensats, wofür Eric Allin Cornell, Wolfgang Ketterle und Carl Edwin Wieman von der University of Colorado at Boulder den Physik-Nobelpreis 2001 erhalten werden.
- 2005: In Vietnam wird der 6,3 km lange Hai-Van-Tunnel, der damals längster Tunnel Südostasiens, eröffnet.

### Kultur
- 1843: Die Uraufführung der Oper Maria di Rohan von Gaetano Donizetti auf ein Libretto von Salvadore Cammarano erfolgt am Theater am Kärntnertor in Wien. Die Titelpartie singt Eugenia Tadolini, die beiden Protagonistenrollen Carlo Guasco und Giorgio Ronconi. Das Werk wird von der Wiener Kritik wohlwollend aufgenommen.

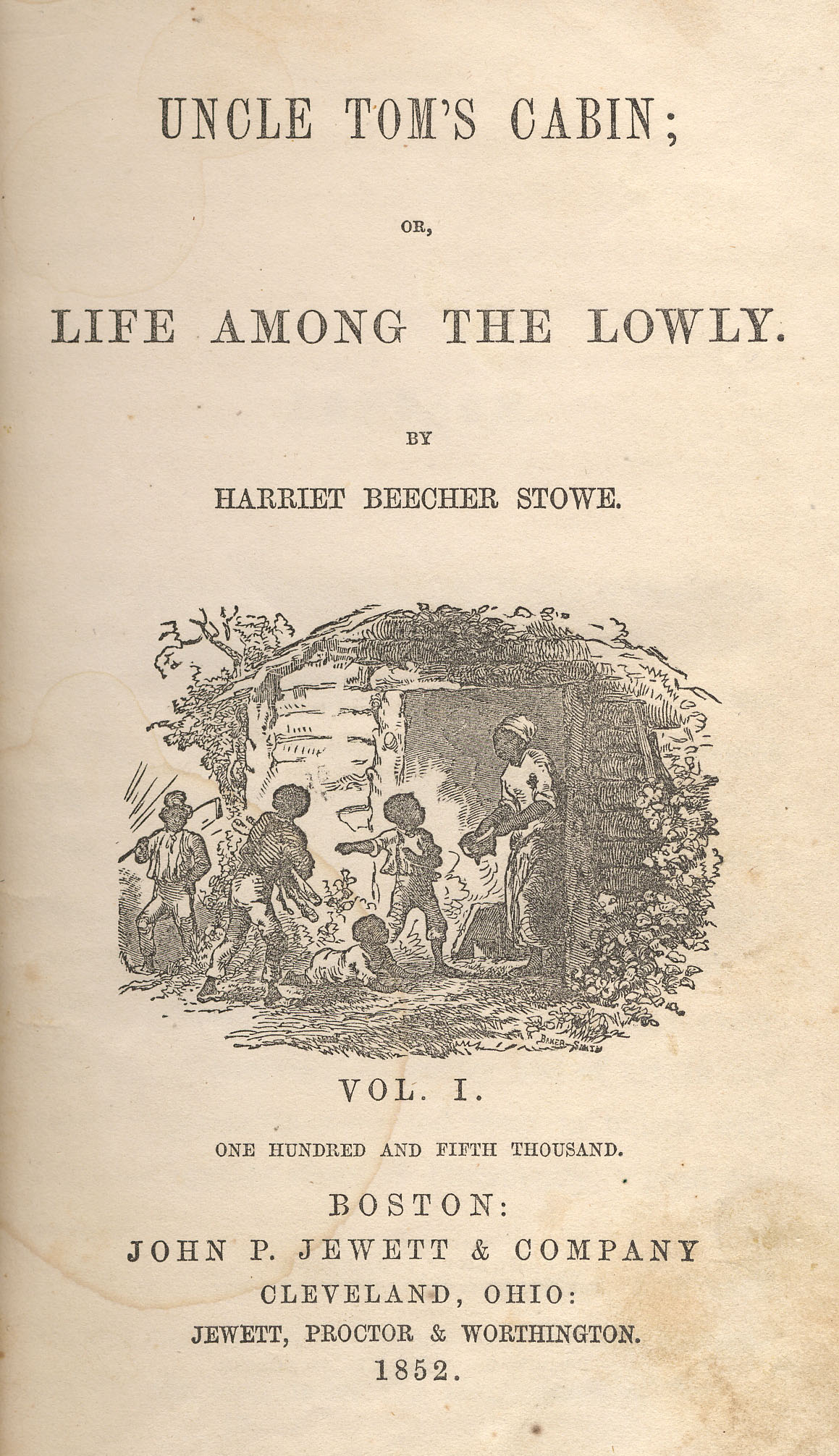
1851: Uncle Tom’s Cabin (Titelblatt)

- 1851: Die in Washington D.C. erscheinende Wochenzeitung The National Era beginnt mit dem Abdruck von Harriet Beecher Stowes Uncle Tom’s Cabin (Onkel Toms Hütte).

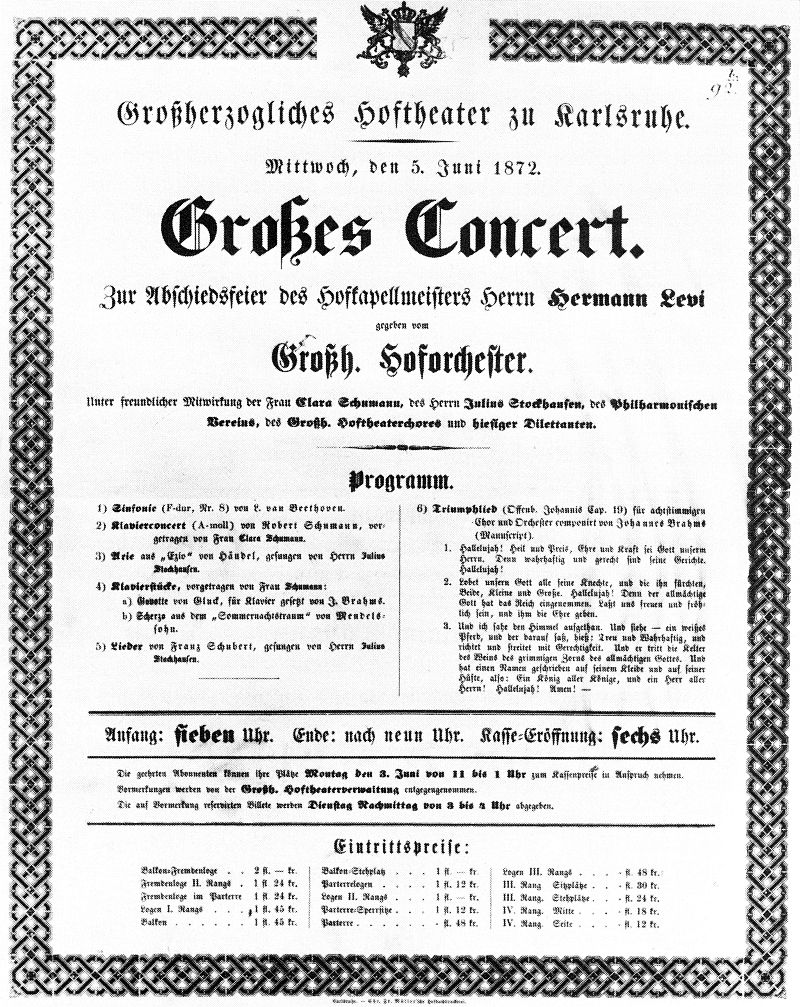
1872: Programm der Uraufführung in Karlsruhe

- 1872: Die erste vollständige Aufführung des Triumphliedes von Johannes Brahms erfolgt am Großherzoglichen Hoftheater Karlsruhe im Rahmen eines großen Konzerts unter Leitung von Hermann Levi, es ist zugleich dessen Abschiedskonzert.
- 1918: Die Uraufführung der Oper Theophano von Paul Graener findet in München statt.
- 1948: Am Schauspielhaus Zürich wird das Theaterstück Herr Puntila und sein Knecht Matti von Bertolt Brecht uraufgeführt. Vorlage ist das Stück Die Sägemehlprinzessin (Sahanpuruprinsessa) der finnischen Dichterin Hella Wuolijoki.
- 1965: In der Galerie Parnass findet das 24-Stunden-Happening mit Joseph Beuys, Bazon Brock, Charlotte Moorman, Nam June Paik, Tomas Schmit und Wolf Vostell statt.

### Gesellschaft
- 1893: In Massachusetts beginnt der Gerichtsprozess gegen Lizzie Borden, die angeklagt ist sowohl ihren Vater als auch ihre Stiefmutter mit einer Axt ermordet zu haben. Der Fall erlangte große mediale Aufmerksamkeit und wurde mehrfach verfilmt.

### Religion

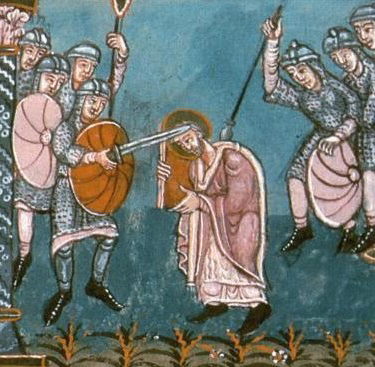
754: Tod des Bonifatius, Darst. aus dem 10. Jh.

- 0754: Der später Apostel der Deutschen genannte Benediktinermönch und Missionar Bonifatius wird beim friesischen Dokkum erschlagen.
- 1305: Bertrand de Got wird zum Papst gewählt und nimmt den Namen Clemens V. an.
- 1409: Das Konzil von Pisa zur Beendigung des Abendländischen Schismas erklärt die beiden Päpste Gregor XII. in Rom und Benedikt XIII. in Avignon für abgesetzt und beschließt die Wahl eines neuen Papstes.
- 1954: Die Enzyklika Ecclesiae fastos des Papstes Pius XII. würdigt das Wirken des heiligen Bonifatius, den der Papst als Apostel für Europa und christlichen Gesandten beschreibt.

### Katastrophen
- 1870: Im Stadtteil Pera von Konstantinopel wütet ein großer Brand, dem mindestens 3000 Häuser sowie etwa 1300 Bewohner zum Opfer fallen.

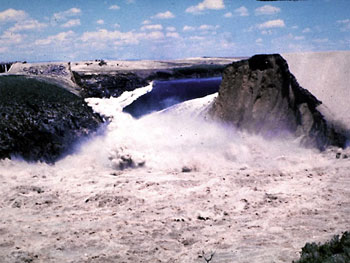
1976: Der Teton-Staudamm bricht

- 1976: Der Bruch des Teton-Staudamms kostet 11 Menschen und 13.000 Nutztieren das Leben. Der bei der Überflutung der Region angerichtete Schaden wird auf eine Milliarde US-Dollar beziffert.
- 2000: Ein Erdbeben der Stärke 7,9 auf Sumatra hinterlässt über 100 Tote.

Kleinere Unglücksfälle sind in den Unterartikeln von Katastrophe und in der Liste von Katastrophen aufgeführt.

### Sport
- 1971: Am letzten Spieltag der Saison gelingt Borussia Mönchengladbach die erste Titelverteidigung in der Geschichte der Fußball-Bundesliga. Die Borussia gewinnt in Frankfurt 4:1, während der bisherige Spitzenreiter FC Bayern München in Duisburg 0:2 verliert.

Einträge von Leichtathletik-Weltrekorden befinden sich unter der jeweiligen Disziplin unter Leichtathletik.
Einträge zu Fußballweltmeisterschaftsspielen finden sich in den Unterseiten von Fußball-Weltmeisterschaft. Das Gleiche gilt für Fußball-Europameisterschaften.

## Geboren

### Vor dem 18. Jahrhundert
- 1075: Liao Tianzuodi, letzter Kaiser der Liao-Dynastie im Norden des heutigen Chinas
- 1251: Hōjō Tokimune, japanischer Regent des Kamakura-Shogunates und Anführer der japanischen Streitkräfte bei der Abwehr der beiden Mongoleninvasionen in Japan
- 1341: Edmund of Langley, 1. Duke of York, englischer Adeliger
- 1396: Giannozzo Manetti, Florentiner Humanist und Politiker
- 1412: Luigi III. Gonzaga, Sohn des Markgrafen Gianfrancesco I. Gonzaga von Mantua
- 1420: Anna, Landgräfin von Hessen
- 1436: Ludwig von Savoyen, Graf von Genf, König von Zypern

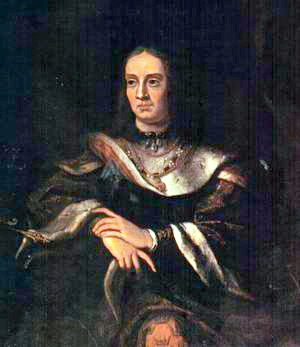
Johann I. (* 1455)

- 1455: Johann I., König von Dänemark
- 1493: Justus Jonas der Ältere, deutscher Reformator
- 1510: Louis II. d’Orléans-Longueville, Pair und Großkammerherr von Frankreich, Herzog von Longueville

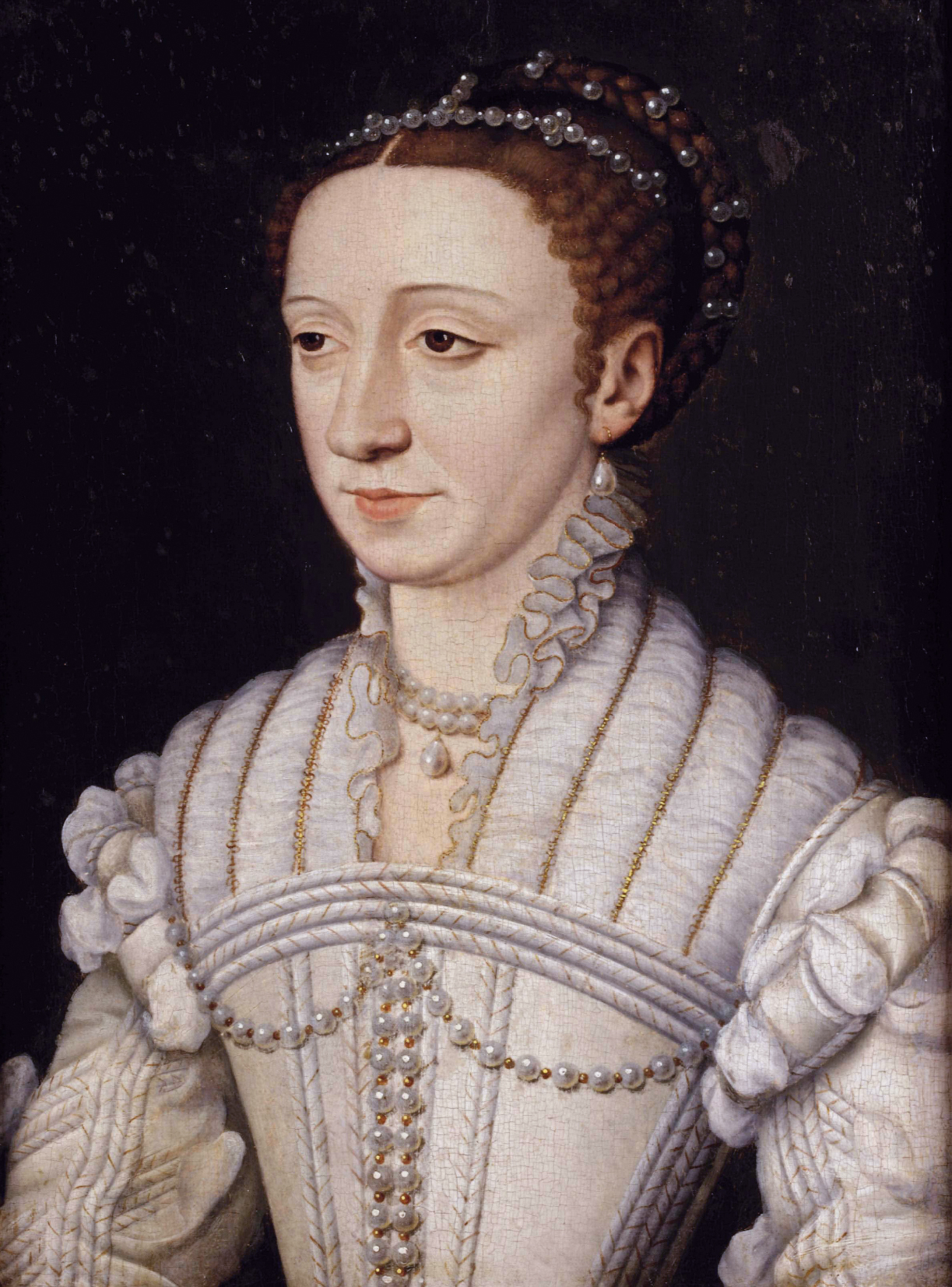
Marguerite de Valois-Angoulême (* 1523)

- 1523: Marguerite de Valois-Angoulême, Herzogin von Berry und Herzogin von Savoyen
- 1554: Benedetto Giustiniani, italienischer Kardinal der Römischen Kirche
- 1555: Statius von Münchhausen, deutscher Adliger, Unternehmer und Bauherr
- 1578: Claude de Lorraine, Herzog von Chevreuse
- 1587: Robert Rich, 2. Earl of Warwick, englischer Kolonialverwalter, Admiral und Puritaner
- 1592: Anton Wolff von Todenwarth, Kanzler in der Landgrafschaft Hessen-Darmstadt
- 1617: Pellegro Piola, italienischer Maler
- 1637: Philipp Ludwig Hanneken, deutscher lutherischer Theologe
- 1656: Joseph Pitton de Tournefort, französischer Geistlicher und Botaniker
- 1671: Carmine Nicolao Caracciolo, spanischer Kolonialverwalter italienischer Herkunft, Vizekönig von Peru
- 1676: Marco Ricci, venezianischer Maler
- 1677: Hans Jacob Rietmann, Bürgermeister von St. Gallen (Schweiz)
- 1693: Heinrich Martin Thümmig, deutscher evangelischer Theologe
- 1695: Johann Conrad Schlaun, deutscher Baumeister
- 1696: Franciscus Volckland, deutscher Orgelbauer

### 18. Jahrhundert
- 1702: Willem van Keppel, 2. Earl of Albemarle, britischer Politiker und Diplomat
- 1711: Ludwig Ernst von Benkendorf, sächsischer Reitergeneral
- 1731: Woldemar Salomo Hausdorf, deutscher evangelischer Theologe

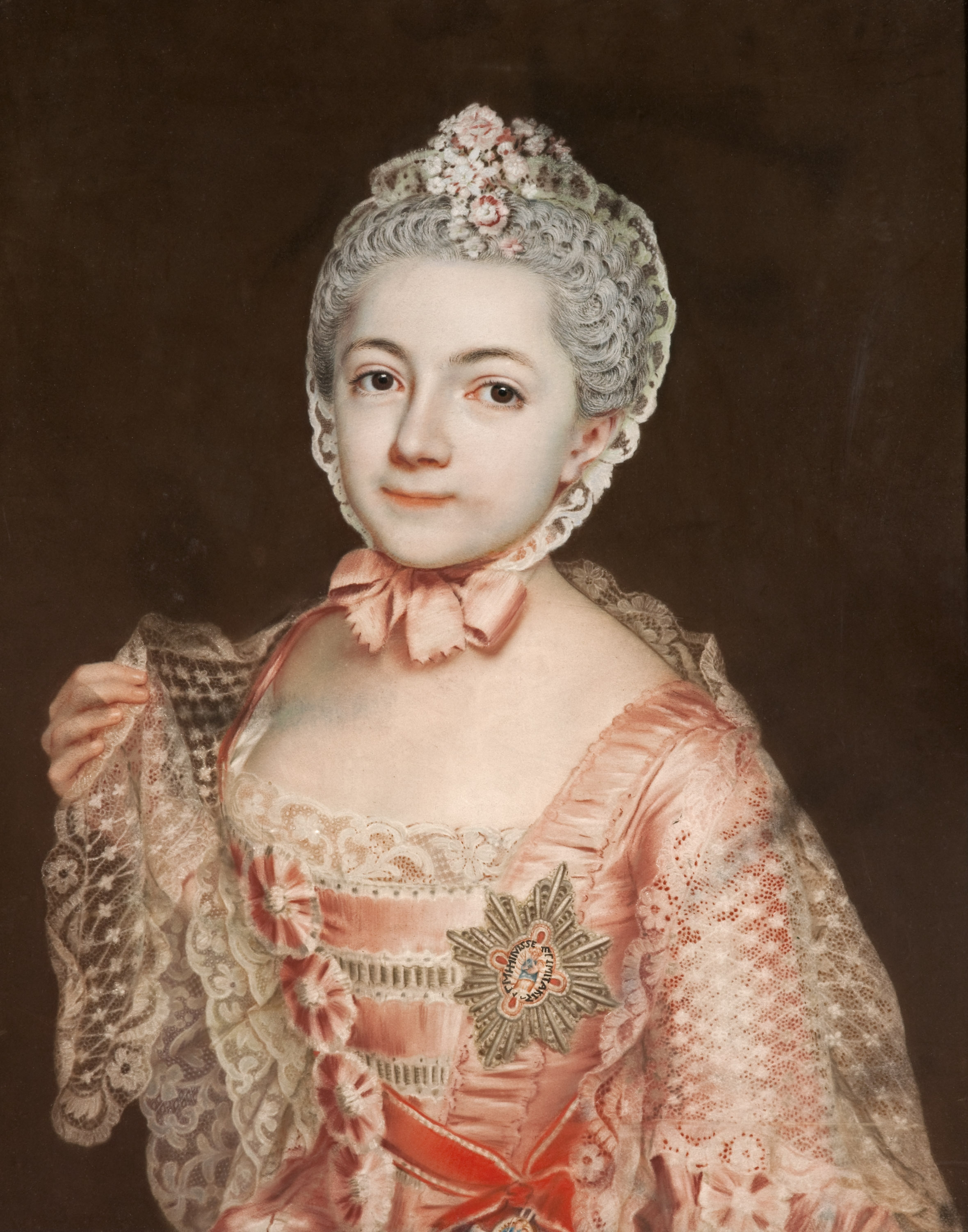
Henriette Katharina Agnes von Anhalt-Dessau (* 1744)

- 1744: Henriette Katharina Agnes von Anhalt-Dessau, Dechantin im Stift Herford und Freifrau von Loën
- 1746: Karl Emanuel, Landgraf von Hessen-Rotenburg
- 1747: Johann Heinrich Wilhelm von den Berken, deutscher Jurist
- 1749: Jenny von Voigts, deutsche Schriftstellerin
- 1758: Georg Ludwig Alexander von Wahlen-Jürgaß, preußischer Generalleutnant

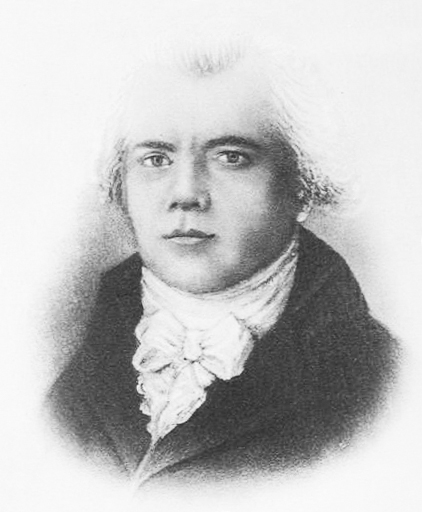
Johan Gadolin (* 1760)

- 1760: Johan Gadolin, finnischer Chemiker
- 1762: Bushrod Washington, US-amerikanischer Richter
- 1765: Johann Gottlieb Friedrich von Bohnenberger, deutscher Astronom und Mathematiker
- 1769: Edward Daniel Clarke, englischer Mineraloge
- 1771: Ernst August I., König von Hannover
- 1773: Kaspar Georg Karl Reinwardt, deutscher Naturforscher und Botaniker in den Niederlanden
- 1775: Christian Antze, deutscher Jurist und Politiker
- 1776: Gustav Ernst von Stackelberg, deutsch-baltischer Adliger und kaiserlich-russischer Diplomat
- 1777: Catherine Josephine Duchesnois, französische Schauspielerin
- 1777: Oluf de Schouboe, norwegischer Jurist und Minister
- 1782: Luise von Haugwitz, deutsche Schriftstellerin
- 1786: Johann Carl Gottlieb Arning, deutscher Jurist und Senator
- 1791: Said ibn Sultan, Sultan von Maskat, Oman und Sansibar
- 1799: John Marsh, US-amerikanischer Pionier

### 19. Jahrhundert

#### 1801–1850

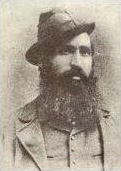
Carmine Donatelli Crocco (* 1830)

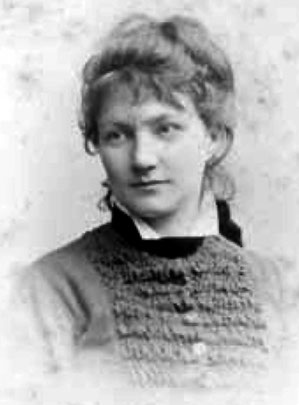
Elisabeth Lemke (* 1849)

- 1805: Samuel Adams, US-amerikanischer Politiker
- 1805: Jacob Niclas Ahlström, schwedischer Komponist
- 1805: Peter Clodt von Jürgensburg, russischer Bildhauer
- 1815: Franz Stollwerck, deutscher Industrieller
- 1819: John Couch Adams, britischer Mathematiker
- 1825: Felicjan Faleński, polnischer Schriftsteller
- 1825: Tadeusz Gorecki, polnischer Porträtmaler
- 1825: Louis Schwartzkopff, deutscher Unternehmer
- 1825: Georg Rudolf Zimmermann, Schweizer evangelischer Geistlicher und Heimatforscher
- 1829: Franz Stuschke, deutscher Verwaltungsjurist
- 1830: Carmine Crocco, italienischer Brigant
- 1835: Magdalena Kade, Begründerin eines Wallfahrtsorts
- 1838: Barnabé Akscheislian, Bischof der Armenisch-Katholischen Kirche
- 1842: Georg Franzius, deutscher Wasserbauingenieur
- 1843: Tonio Bödiker, preußischer Staatsmann, erster Präsident des Reichsversicherungsamtes
- 1845: Hermann von Barth, deutscher Bergsteiger
- 1845: Pierre Deluns-Montaud, französischer Politiker
- 1848: Ludwig Geiger, deutsch-jüdischer Literatur- und Kunsthistoriker
- 1849ː Elisabeth Lemke, deutsche Volkskundlerin
- 1850: Pat Garrett, US-amerikanischer Sheriff und Mörder von Billy the Kid

#### 1851–1900
- 1851: Robert Weissenbach, Schweizer Jurist und Politiker
- 1852: Elkan Bauer, österreichischer Komponist
- 1852: Oscar Drude, deutscher Botaniker
- 1855: Josef Neuwirth, österreichischer Kunsthistoriker
- 1855: Hanuš Wihan, tschechischer Cellist und Musikpädagoge
- 1857: Árpád Doppler, ungarisch-deutscher Komponist
- 1859: Eduard Anthes, deutscher Prähistoriker

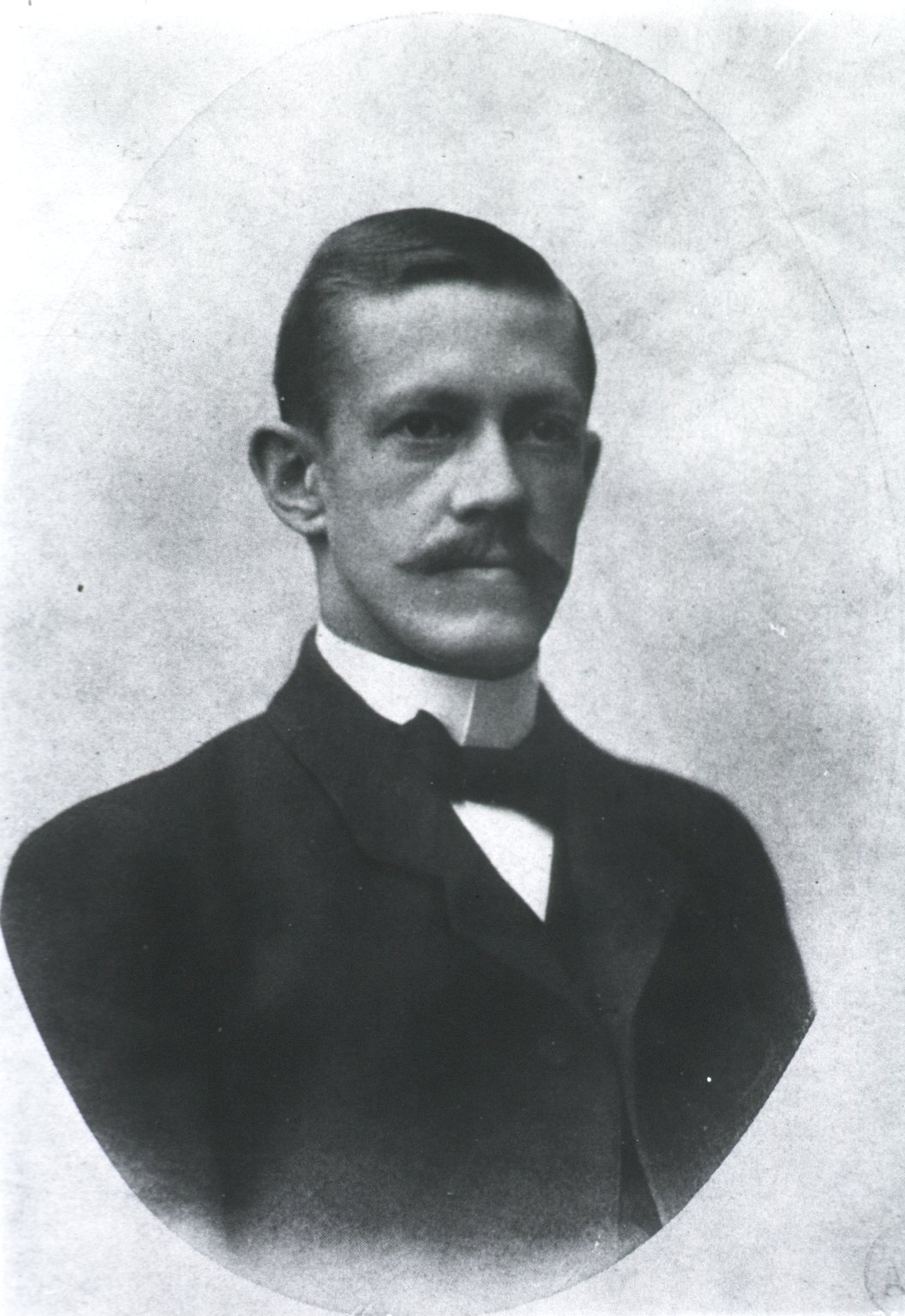
Allvar Gullstrand (* 1862)

- 1862: Allvar Gullstrand, schwedischer Augenarzt, Nobelpreisträger
- 1865: Felicjan Szopski, polnischer Komponist, Musikpädagoge und -kritiker
- 1868: James Connolly, irischer Gewerkschafter und Politiker
- 1868: Jan Thorn Prikker, niederländischer Maler
- 1869: Hans Aull, deutscher Richter
- 1871: Michele Angiolillo, italienischer Anarchist und Attentäter
- 1872: Cesare Galeotti, italienischer Komponist, Dirigent und Pianist
- 1874: Eugen Fischer, deutscher Anthropologe und Rassenhygieniker
- 1875: Stanislav Kostka Neumann, tschechischer Dichter
- 1876: Anton Günther, Volksdichter und Sänger des Erzgebirges
- 1876: Tony Jackson, US-amerikanischer Pianist, Sänger und Komponist

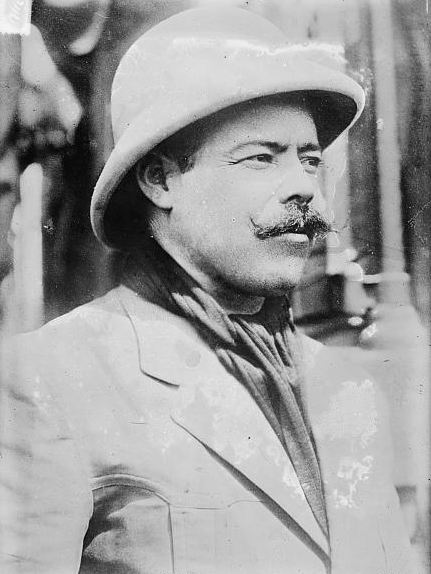
Pancho Villa (* 1878)

- 1878: Pancho Villa, mexikanischer Revolutionär
- 1879: Fritz Theodor Kuhnen, deutscher Politiker und Reichstagsabgeordneter
- 1879: Marcel Tournier, französischer Harfenist und Komponist
- 1879: Adolf Wiklund, schwedischer Komponist, Dirigent und Pianist
- 1881: Axel Wenner-Gren, schwedischer Großindustrieller
- 1882: Franz Hörner, deutscher Automobilrennfahrer
- 1883: John Maynard Keynes, englischer Mathematiker und Ökonom
- 1884: Armando Annuale, italienischer Schauspieler
- 1884: Ralph Benatzky, österreichischer Komponist (Im weißen Rößl)

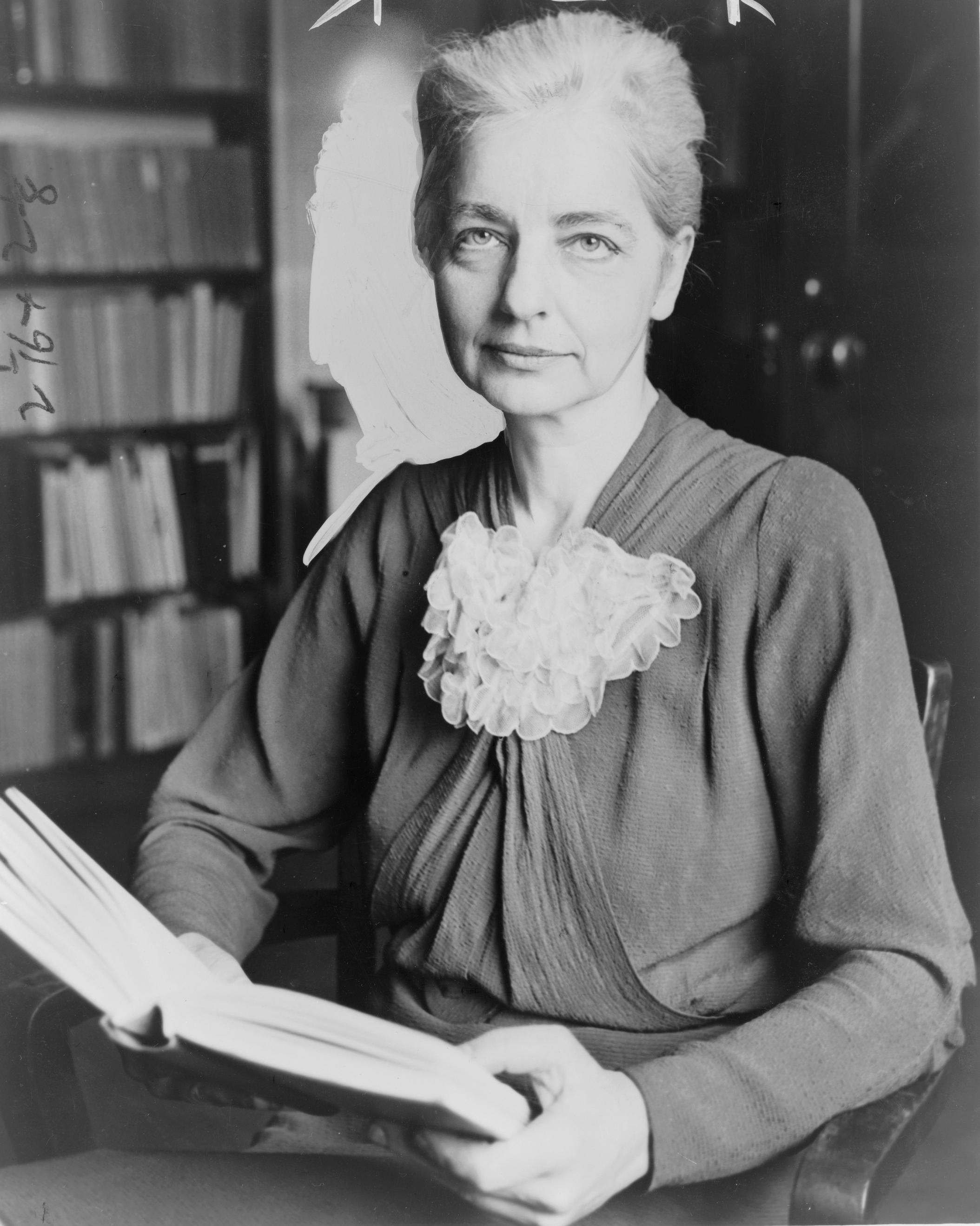
Ruth Benedict (* 1887)

- 1887: Ruth Benedict, US-amerikanische Anthropologin
- 1888: Armand Léon Annet, französischer Politiker und Gouverneur
- 1888: Max Picard, Schweizer Schriftsteller
- 1889: Helene Thimig, österreichische Schauspielerin
- 1890: Ernst Flückiger, Schweizer Schuldirektor, Heimatforscher und Bühnenautor
- 1890: Konrad Frühwald, deutscher Politiker und MdB
- 1892: Carsten M. Carlsen, norwegischer Organist, Komponist und Dirigent
- 1892: Hans Constantin Paulssen, deutscher Industrieller und Präsident der BDA
- 1893: Albert Mähl, deutscher Schriftsteller und Journalist
- 1893: Georges-Émile Tanguay, kanadischer Organist, Komponist und Musikpädagoge
- 1984: Henri Armand, französischer Automobilrennfahrer
- 1894: Peter van Aubel, deutscher Volkswirt und Verbandsfunktionär
- 1895: George Grant Blaisdell, US-amerikanischer Erfinder und Ingenieur
- 1896ː Stefanie Zwirn, deutsche Architektin

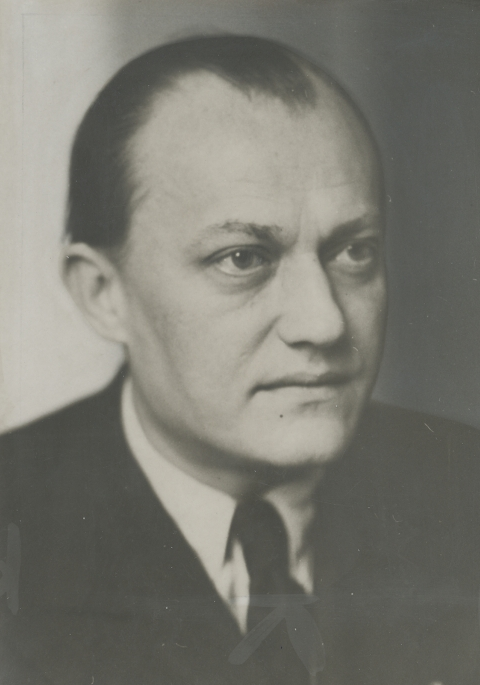
Jara Beneš (* 1897)

- 1897: Jara Beneš, tschechischer Komponist
- 1898: Hans Ambs, deutscher Politiker
- 1898: Federico García Lorca, spanischer Dichter
- 1900: Dennis Gábor, ungarisch-britischer Physiker und Nobelpreisträger
- 1900: Robert J. Havighurst, US-amerikanischer Erziehungswissenschaftler und Soziologe

### 20. Jahrhundert

#### 1901–1925
- 1901: Bruce Hutchison, kanadischer Schriftsteller und Journalist
- 1902: Walter Plunkett, US-amerikanischer Kostümbildner
- 1903: Adolf Kainz, österreichischer Kanute

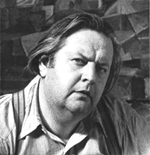
Rolf Müller-Landau (* 1903)

- 1903: Rolf Müller-Landau, deutscher Maler
- 1905: John Abbott, britischer Schauspieler
- 1906: Eraldo Monzeglio, italienischer Fußballspieler und -trainer
- 1906ː Ruth Rewald, deutsche Kinderbuchautorin, Opfer der Shoah
- 1906: Friedrich Christian zu Schaumburg-Lippe, deutscher Adeliger, NS-Funktionär und Publizist
- 1907: Richard Adler, deutscher Maler, Illustrator und Graphiker
- 1907: Rudolf Peierls, deutsch-britischer Physiker
- 1908: Franco Rol, italienischer Automobilrennfahrer
- 1909: Alfred Uhl, österreichischer Komponist und Dirigent
- 1911: Paul Söllner, deutscher Ruderer und Sportorganisator
- 1911: Vaughn Horton, US-amerikanischer Countrysänger und Songwriter
- 1912: Dean Amadon, US-amerikanischer Ornithologe
- 1912: Josef Neckermann, deutscher Versandkaufmann und Dressurreiter
- 1913: Conrad Marca-Relli, US-amerikanischer Maler
- 1913: Friedrich Wildgans, österreichischer Komponist und Klarinettist
- 1914: Felix Aprahamian, britischer Musikkritiker und Autor
- 1914: Elin Reissmüller, geborene Liebl, deutsche Verlegerin

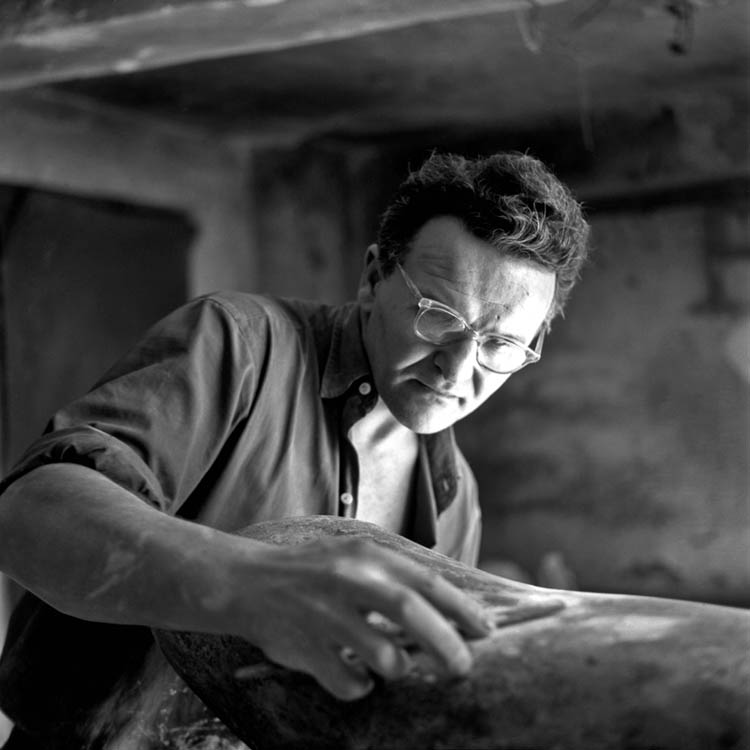
Vojin Bakić (* 1915)

- 1915: Vojin Bakić, kroatischer Bildhauer
- 1918: Theodore Wilbur Anderson, US-amerikanischer Mathematiker
- 1918: Branimir Sakač, kroatischer Komponist
- 1919: Heinz Giese, deutscher Schauspieler und Synchronsprecher
- 1919: Richard Scarry, US-amerikanischer Autor und Illustrator
- 1920: Kurt Edelhagen, deutscher Musiker
- 1920: Marion Motley, US-amerikanischer American-Football-Spieler
- 1923: Edgar Meddings, britischer Bobfahrer
- 1924: Alberto Beltrán, dominikanischer Sänger
- 1924: Jean Costa, französischer Organist
- 1925ː Rosellina Burri-Bischof, Mitbegründerin der Schweiz. Stiftung für die Fotografie
- 1925: Art Donovan, US-amerikanischer American-Football-Spieler
- 1925: Warren Frost, US-amerikanischer Schauspieler und Theaterregisseur
- 1925: Boy Gobert, deutscher Schauspieler und Intendant

#### 1926–1950
- 1926: Johannes von Thurn und Taxis, deutscher Adliger, Großgrundbesitzer und Unternehmer
- 1926: Camillo Cibin, italienischer päpstlicher Personenschützer
- 1928: Gilles Aillaud, französischer Maler, Grafiker, Bühnenbildner und Autor
- 1928: Umberto Maglioli, italienischer Rennfahrer
- 1928: Tony Richardson, britischer Regisseur
- 1928: Otto F. Walter, Schweizer Schriftsteller
- 1929: Gerhard Schmatz, deutscher Bergsteiger
- 1929: Hermann Josef Unland, deutscher Politiker, MdB
- 1930: Carl Otto Lenz, deutscher Jurist und Politiker, MdB, Generalanwalt am Europäischen Gerichtshof

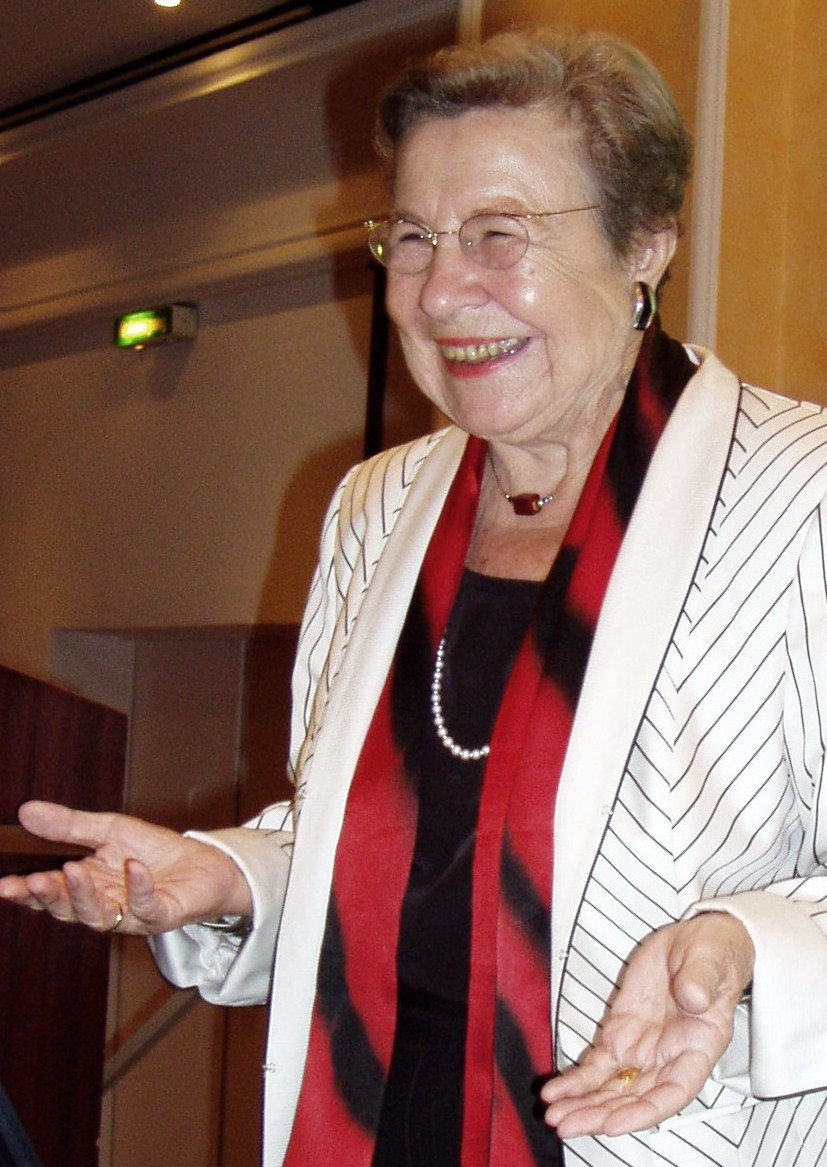
Ursula Lehr (* 1930)

- 1930: Ursula Lehr, deutsche Psychologin und Gerontologin
- 1930: Nikolai Sidelnikow, russischer Komponist
- 1931: Zygmunt Apostoł, polnischer Film-, Fernseh- und Theaterschauspieler
- 1932: Max Dünki, Schweizer Politiker, Nationalrat
- 1933: William Kahan, kanadischer Mathematiker und Informatiker
- 1933: Per Ung, norwegischer Bildhauer
- 1933: Bata Živojinović, serbischer Schauspieler, Kabarettist und Theaterschauspieler.
- 1934: Ulrich Immenga, deutscher Rechtswissenschaftler
- 1935: Helmut Benthaus, deutscher Fußballspieler und -trainer
- 1935: Misha Mengelberg, niederländischer Pianist, Komponist und Bandleader
- 1935: Peter Schat, niederländischer Komponist, Musikpädagoge und Musikschriftsteller
- 1937: Peter Härtel, deutscher Radsportler

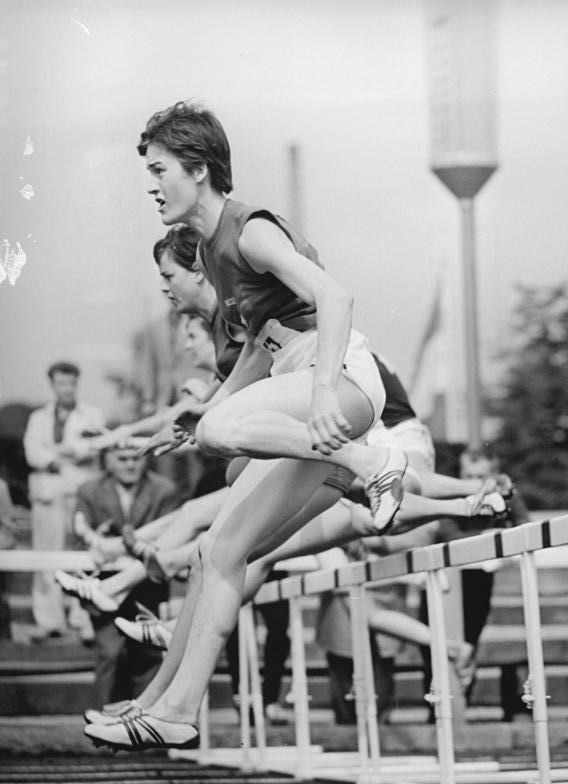
Karin Balzer (* 1938)

- 1938: Karin Balzer, deutsche Leichtathletin, Olympiasiegerin

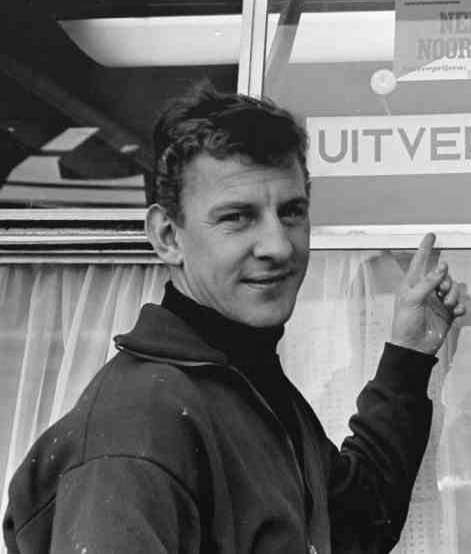
Jacobus Prins (* 1938)

- 1938: Jacobus Prins, niederländischer Fußballspieler
- 1939: Joe Clark, kanadischer Politiker, Premierminister, Minister
- 1939: Manuel de Elías, mexikanischer Komponist
- 1940: Gerlinde Hämmerle, deutsche Politikerin, MdB, Regierungspräsidentin von Karlsruhe
- 1940: Peter Nidetzky, österreichischer Fernsehmoderator
- 1941: Martha Argerich, argentinische Pianistin
- 1941: Arne Fuhrmann, deutscher Politiker, MdB
- 1942: Charles Dodge, US-amerikanischer Komponist
- 1942: Petra Hinze, deutsche Schauspielerin
- 1943: Jaak Panksepp, estnisch-US-amerikanischer Psychologe und Hochschullehrer
- 1944: Whitfield Diffie, US-amerikanischer Kryptologe
- 1944: Christopher Finnegan, britischer Boxer, Olympiasieger
- 1944: Reinhard Günzel, deutscher General
- 1944ː Lis Nilheim, schwedische Schauspielerin

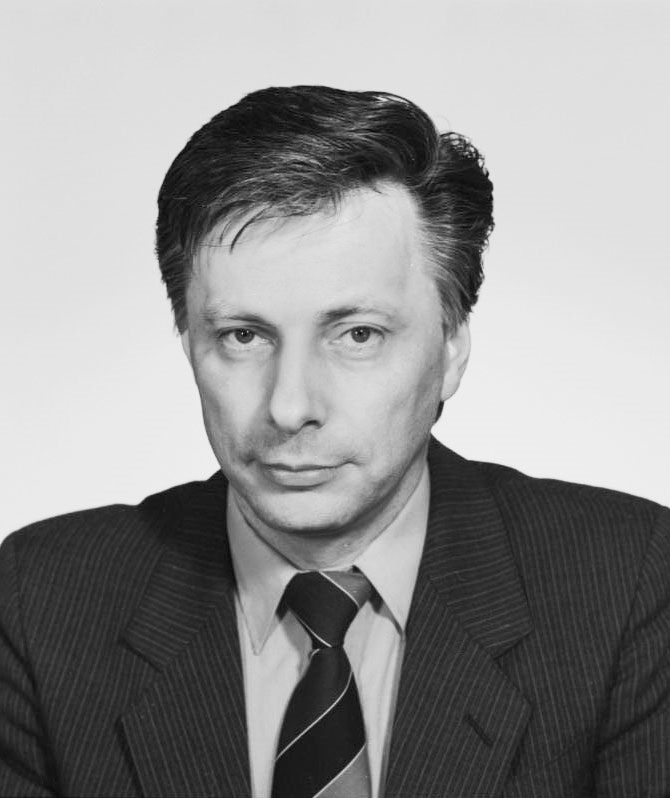
Rainer Ortleb (* 1944)

- 1944: Rainer Ortleb, deutscher Politiker, Abgeordneter der Volkskammer, MdB, Bundesminister
- 1945: Mark J. Ablowitz, US-amerikanischer Mathematiker
- 1945: John Carlos, US-amerikanischer Leichtathlet, Olympiamedaillengewinner
- 1945: Wladimiro Panizza, italienischer Radrennfahrer
- 1946: Herbert Prügl, österreichischer Motorradrennfahrer
- 1946: Stefania Sandrelli, italienische Schauspielerin
- 1947: Laurie Anderson, US-amerikanische Künstlerin und Musikerin
- 1947: David Hare, britischer Regisseur und Dramatiker
- 1948: Klaus Link, deutscher Fußballspieler
- 1948: Sérgio Abreu, brasilianischer Musiker
- 1948: Gail Davies, US-amerikanische Country-Sängerin und Songschreiberin
- 1949: Arthur Borren, neuseeländischer Hockeyspieler

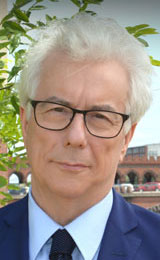
Ken Follett (* 1949)

- 1949: Ken Follett, britischer Schriftsteller
- 1949: Frank Schubert, deutscher Endurosportler
- 1950: Albrecht Beutelspacher, deutscher Professor für Mathematik
- 1950: Ronnie Dyson, US-amerikanischer Popsänger
- 1950: Bruce Li, chinesischer Kampfkünstler, Schauspieler und Regisseur
- 1950: Johannes Voggenhuber, österreichischer Politiker, Abgeordneter zum Nationalrat, MdEP

#### 1951–1975
- 1952: Umberto Barberis, Schweizer Fußballspieler und -trainer

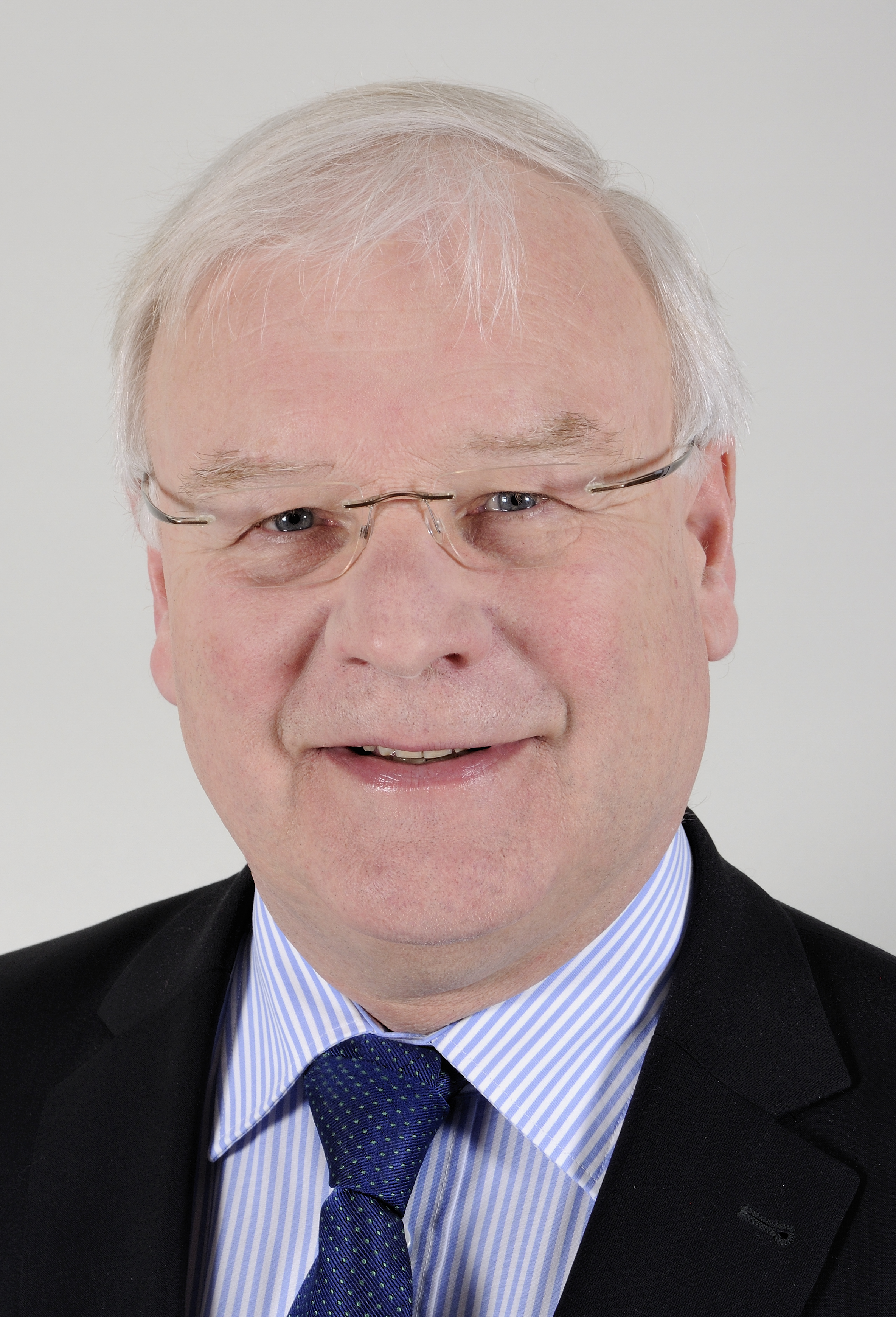
Bernd Busemann (* 1952)

- 1952: Bernd Busemann, deutscher Politiker, MdL, Landtagspräsident, Landesminister
- 1952: Nicko McBrain, britischer Schlagzeuger
- 1952: Connie Chiume, südafrikanische Filmschauspielerin
- 1954: Juan-José Aguirre Muñoz, spanischer Geistlicher, Bischof von Bangassou
- 1954: Peter Erskine, US-amerikanischer Jazzdrummer
- 1954: Robert Hochbaum, deutscher Politiker, MdB
- 1954: Ulf-Diether Soyka, österreichischer Komponist, Dirigent und Pädagoge
- 1956: Kenny G, US-amerikanischer Sopransaxophonist
- 1956: Nicolette Goulet, US-amerikanische Schauspielerin
- 1956: Keith Marshall, britischer Musiker
- 1956: Christiaan Tonnis, deutscher Maler, Zeichner und Videokünstler
- 1957: Thomas Kling, deutscher Lyriker
- 1958: Ahmed Abdallah Mohamed Sambi, komorischer Präsident
- 1959: Hansjörg Göritz, deutscher Architekt, Professor und Autor
- 1959: Werner Schildhauer, deutscher Leichtathlet
- 1960: Leslie Hendrix, amerikanische Schauspielerin
- 1961: Anke Behmer, deutsche Leichtathletin
- 1961: Aldo Costa, italienischer Rennwagenkonstrukteur
- 1961: Mary Kay Bergman, US-amerikanische Synchronsprecherin
- 1961: François Carrier, kanadischer Jazz- und Improvisationsmusiker
- 1962: Buck Angel, US-amerikanischer Pornodarsteller
- 1962: Astrid von Belgien, belgische Prinzessin
- 1962: Claudia Messner, österreichische Schauspielerin
- 1962: Petr Vrabec, tschechischer Fußballspieler und -trainer
- 1964: Thierry Cabrera, belgischer Tischtennisspieler
- 1964: Lisa Cholodenko, US-amerikanische Filmemacherin
- 1964: Andreas Geiss, deutscher Schauspieler
- 1964: Martin Heuberger, deutscher Handballspieler und -trainer
- 1964: Thorsten Nolting, deutscher Theologe, Pfarrer, Publizist und Ausstellungsmacher
- 1964: Augustin Matata Ponyo, kongolesischer Politiker
- 1964: Mikhaïl W. Ramseier, Schweizer Journalist und Schriftsteller
- 1964: Rick Riordan, US-amerikanischer Schriftsteller
- 1964: Antony John Williams, britischer Chemiker
- 1965: Sandrine Piau, französische Opernsängerin
- 1966: Douglas O’Keeffe, kanadischer Schauspieler

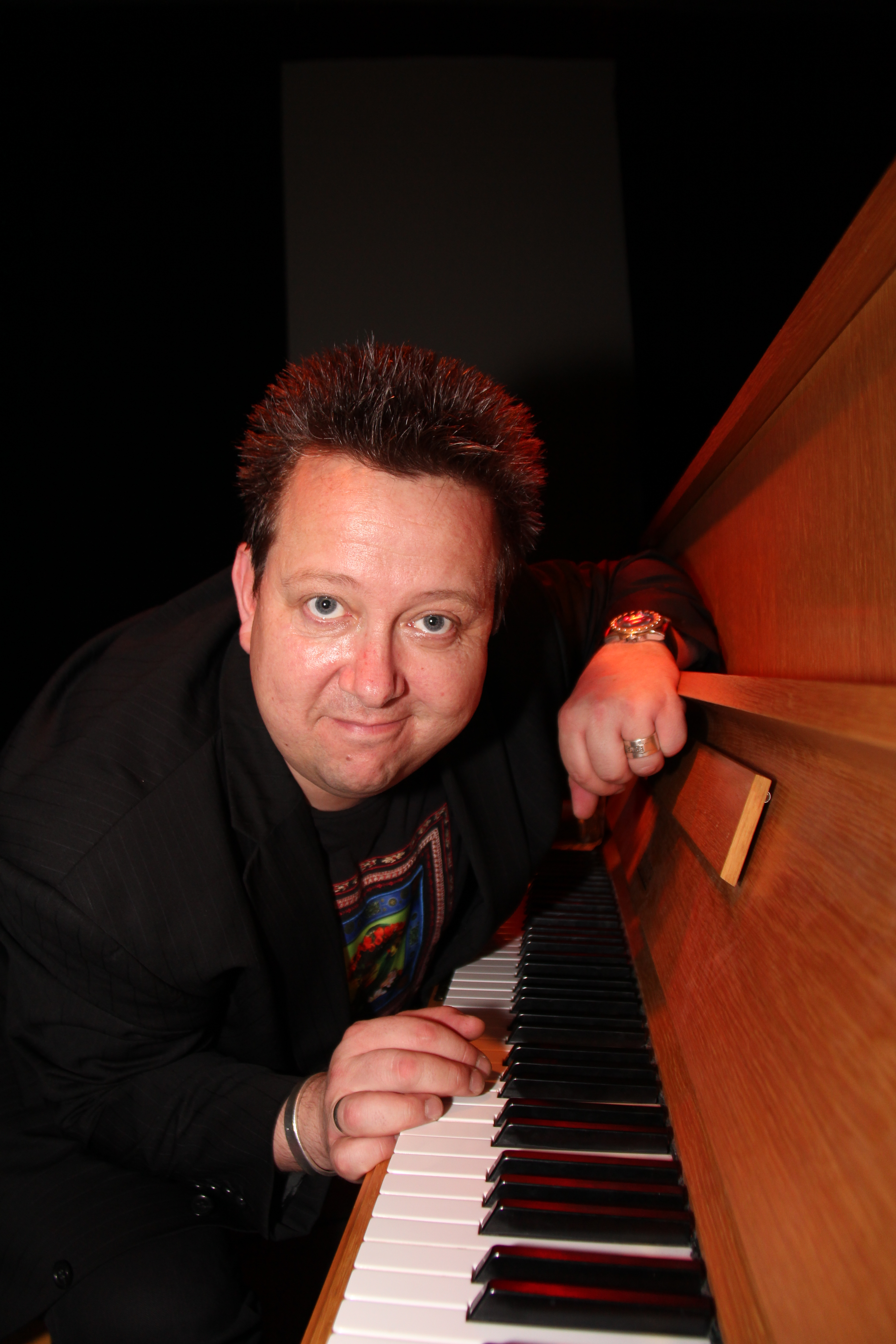
Sebastian Krumbiegel (* 1966)

- 1966: Sebastian Krumbiegel, deutscher Sänger
- 1967: Sven Authorsen, deutscher Eiskunstläufer
- 1967: Géraldine Olivier, Schweizer Sängerin
- 1967: Simon Stockhausen, deutscher Komponist
- 1967: Stefan Weinzierl, deutscher Akustiker und Musikwissenschaftler
- 1967: Sven-Christian Witt, deutscher Jurist und Richter am Bundesfinanzhof
- 1968: Ron Livingston, US-amerikanischer Schauspieler
- 1968: Thorsten Wirth, deutscher Softwareentwickler und Politiker
- 1969: Bobby Selvaggio, US-amerikanischer Jazzmusiker
- 1970: Friedemann Friese, deutscher Spieleentwickler

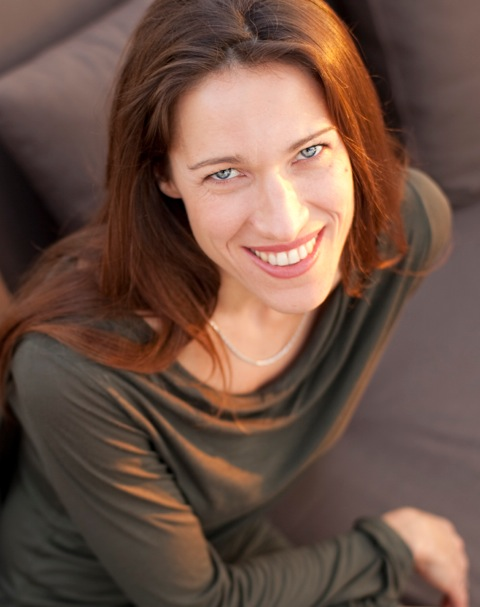
Claudia Urbschat-Mingues (* 1970)

- 1970: Claudia Urbschat-Mingues, deutsche Schauspielerin, Synchron- und Hörspielsprecherin
- 1971: Susan Lynch, britische Schauspielerin
- 1971: Mark Wahlberg, US-amerikanischer Schauspieler, Model und Sänger
- 1972: Soulaiman Raissouni, marokkanischer Journalist und Menschenrechtsaktivist
- 1972: Chakall, argentinischer Koch
- 1973: Daniel Gildenlöw, schwedischer Musiker und Songschreiber
- 1974: Scott Draper, australischer Tennisspieler und Golfer
- 1974: Anu Penttinen, finnische Glasdesignerin
- 1974: Barbara Terpoorten, Schweizer Schauspielerin
- 1973: Galilea Montijo, mexikanische Fernsehschauspielerin und -moderatorin
- 1975: Torge Greve, deutscher Handballspieler
- 1975: Egidio Perfetti, norwegischer Unternehmer und Automobilrennfahrer
- 1975: Britta Siebert, deutsche Politikerin, MdL
- 1975: Steve West, englischer Dartspieler

#### 1976–2000
- 1976: Aesop Rock, US-amerikanischer Hip-Hop-Musiker
- 1976: Belinda Halloran, australische Duathletin und Triathletin
- 1977: Navi Rawat, US-amerikanische Schauspielerin

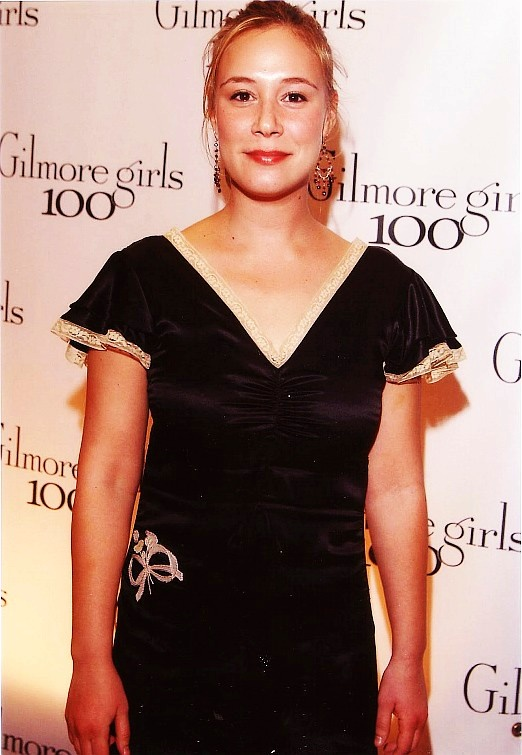
Liza Weil (* 1977)

- 1977: Liza Weil, US-amerikanische Schauspielerin
- 1978: Stephan Görgl, österreichischer Skirennläufer
- 1978: Fernando Meira, portugiesischer Fußballspieler
- 1979: Antonio Di Salvo, italienischer Fußballspieler
- 1979: Isabell Gerschke, deutsche Schauspielerin
- 1979: Natalja Schukowa, ukrainische Schachspielerin
- 1979: Pete Wentz, US-amerikanischer Bassist und Songwriter (Fall Out Boy)
- 1980: Rik De Voest, südafrikanischer Tennisspieler
- 1980: Antonio García, spanischer Automobilrennfahrer
- 1981: Serhat Akın, türkischer Fußballspieler
- 1982: Zvjezdan Misimović, bosnischer Fußballspieler

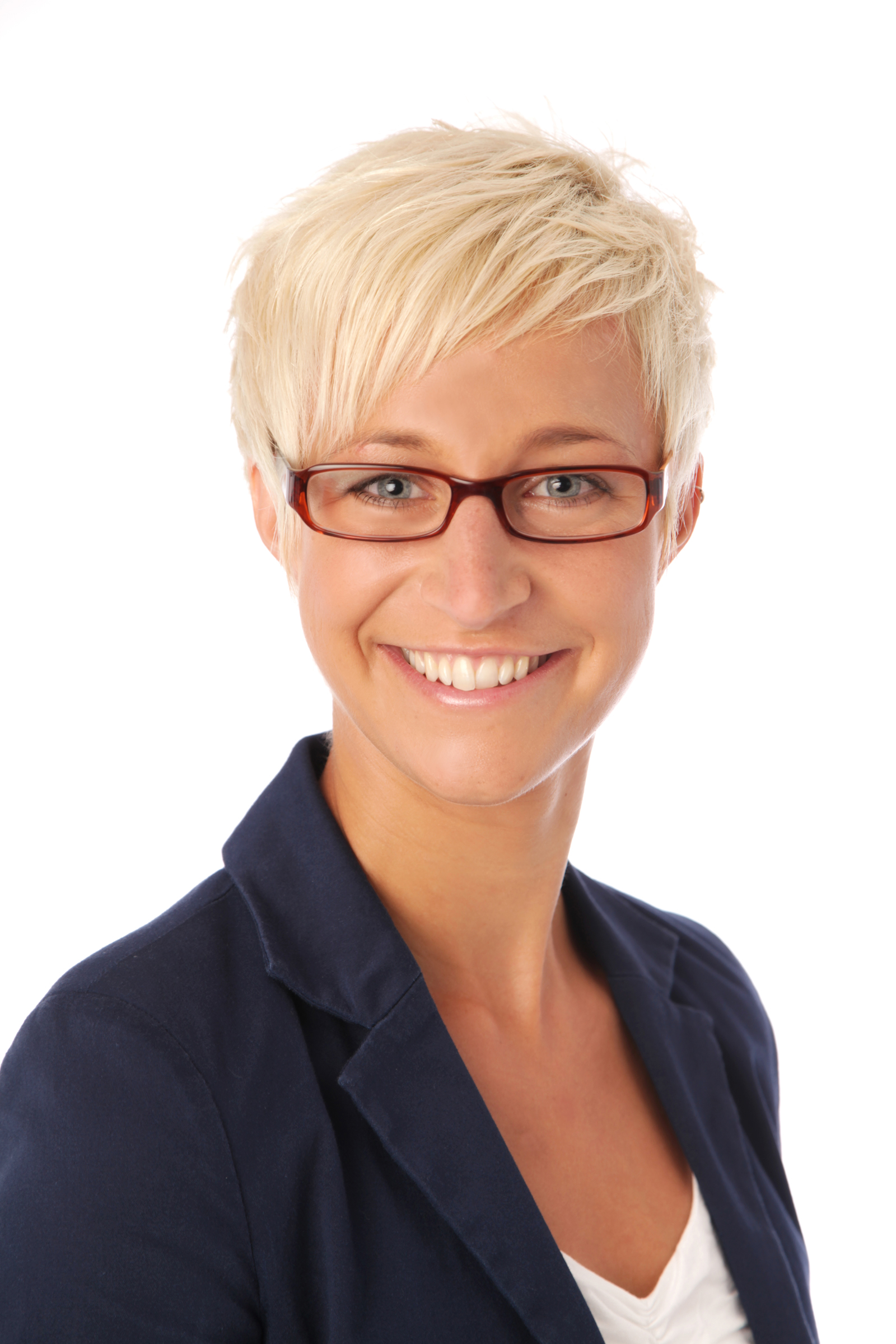
Nadine Schön (* 1983)

- 1983: Nadine Schön, deutsche Politikerin, MdL, MdB
- 1984: Bart Aernouts, belgischer Duathlet und Triathlet
- 1984: Aferdita Kameraj, deutsche Fußballspielerin
- 1985: Jeremy Abbott, US-amerikanischer Eiskunstläufer, Olympiamedaillengewinner
- 1985: Gabriel Riera, andorranischer Fußballspieler
- 1985: Fabio Taborre, italienischer Radrennfahrer
- 1986: Sergio Campana, italienischer Automobilrennfahrer
- 1986: Marcel Gebers, deutscher Fußballspieler
- 1986: Martin Strobel, deutscher Handballspieler
- 1987: Robert Sweeting, US-amerikanischer Radrennfahrer
- 1988: Austin Daye, US-amerikanischer Basketballspieler

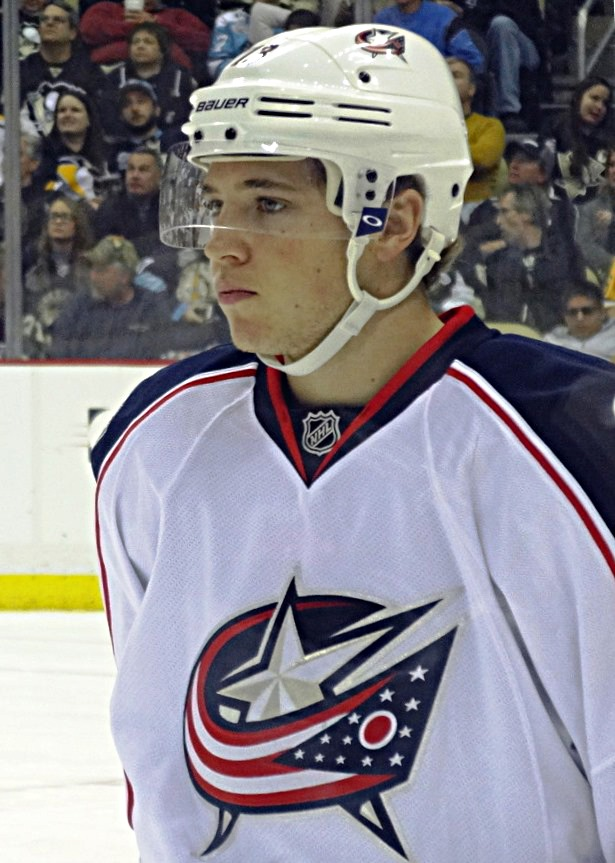
Cam Atkinson (* 1989)

- 1989: Cam Atkinson, US-amerikanischer Eishockeyspieler
- 1989: Ed Davis, US-amerikanischer Basketballspieler
- 1990: Deniz Ayçiçek, deutscher Fußballspieler
- 1990: Charlotte Bilbault, französische Fußballspielerin
- 1990: Sophie Lowe, australische Schauspielerin
- 1990: Youssouf Mhadjou, komorischer Sprinter
- 1990: Matthias Ostrzolek, deutsch-polnischer Fußballspieler
- 1993: Erdal Akdarı, deutsch-türkischer Fußballspieler
- 1993: Eddie Cheever III, italienischer Automobilrennfahrer
- 1993: Laura Giuliani, italienische Fußballspielerin
- 1995: Linn-Ida Murud, norwegische Freestyle-Skierin
- 1995: Troye Sivan, südafrikanischer Sänger, YouTuber und Schauspieler
- 1996: Ko Eun-jung, südkoreanische Biathletin
- 1997: Anika Kožica, kroatische Biathletin
- 1997: Liam McCullough, US-amerikanischer American-Football-Spieler
- 1997: Kieran Tierney, schottischer Fußballspieler
- 1998: Dave, britischer Rapper
- 2000: Pierre Kalulu, französischer Fußballspieler

### 21. Jahrhundert
- 2001: Elia Zeni, italienischer Biathlet
- 2002: Amélie Hoeferle, deutsche Schauspielerin
- 2002: Zhang Kexin, chinesische Freestyle-Skierin
- 2003: Miloš Cocić, serbischer Fußballspieler
- 2007: Lilly Stoephasius, deutsche Skateboarderin

## Gestorben

### Vor dem 15. Jahrhundert
- 0301: Sima Lun, chinesischer Usurpator
- 0535: Epiphanios, Patriarch von Konstantinopel
- 0754: Bonifatius, Benediktinermönch und Missionar, „Apostel der Deutschen“
- 0902: Drogo, Bischof von Minden
- 0928: Ludwig der Blinde, König von Niederburgund

- 1017: Sanjō, 67. Tennō von Japan

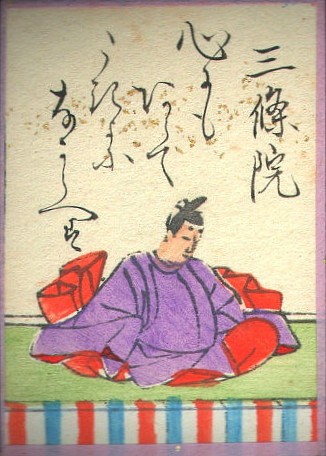
Sanjō († 1017)

- 1021: Balderich von Drenthe, Graf im Düffelgau und Graf von Drenthe
- 1036: Otto von Hammerstein, Burgherr von Zütphen und Graf in der Wetterau und im Engersgau
- 1036: Meinwerk, Bischof von Paderborn
- 1118: Robert I., Graf von Meulan
- 1237: Ekbert von Andechs-Meranien, kaiserlicher Statthalter für Österreich und die Steiermark, Bischof von Bamberg
- 1239: Władysław Odonic, Herzog von Großpolen

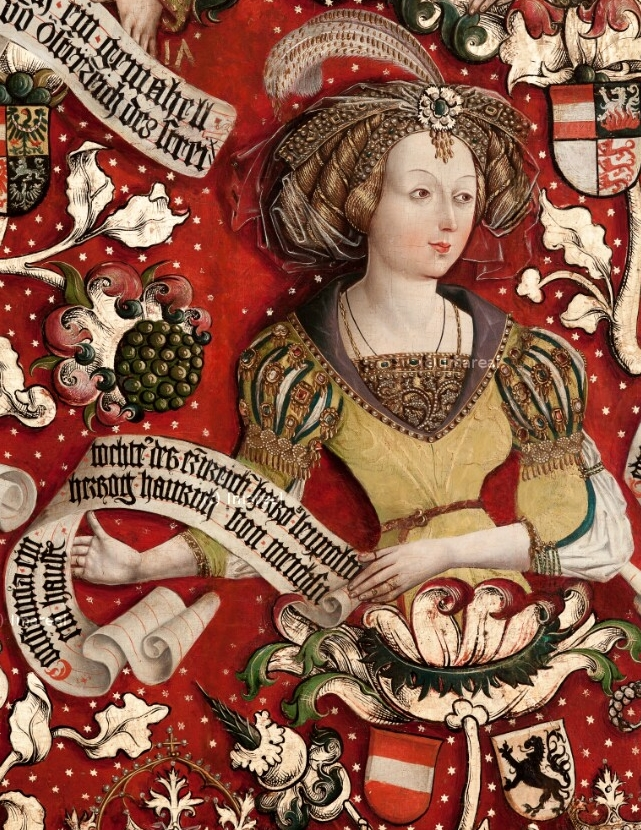
Constantia von Österreich († 1243)

- 1243: Constantia von Österreich, österreichische Adlige
- 1249: Hugo X. von Lusignan, Herr von Lusignan, Graf von La Marche und Angoulême
- 1254: Marguerite de Reynel, Gräfin von Sidon und Beaufort
- 1288: Heinrich VI., Graf von Luxemburg und Arlon
- 1288: Walram I., Herr von Ligny, Roussy und Laroche
- 1291: Johann I., Fürst von Anhalt-Bernburg
- 1296: Edmund Crouchback, 1. Earl of Lancaster, englischer Adeliger, Militär und Diplomat
- 1308: Gottfried von Schlüsselberg, fränkischer Edelfreier
- 1310: Amalrich, Titularfürst von Tyrus, Konstabler von Jerusalem, sowie Konstabler und Regent von Zypern
- 1316: Ludwig X., König von Frankreich und König von Navarra

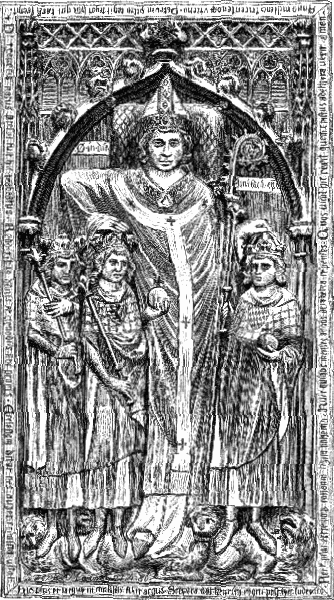
Peter von Aspelt († 1320)

- 1320: Peter von Aspelt, Erzbischof von Mainz
- 1325: Eberhard I., Graf von Württemberg
- 1358: Ulrich von Friedingen, Bischof von Konstanz
- 1366: Agnes von Hohenberg, Herzogin von Teck
- 1374: William Whittlesey, Bischof von Rochester, Bischof von Worcester und Erzbischof von Canterbury
- 1382: Andrea Contarini, 60. Doge von Venedig
- 1398: Antoniotto Adorno, Doge der Republik Genua
- 1400: Friedrich, Herzog von Braunschweig und Lüneburg

### 15. bis 18. Jahrhundert
- 1424: Braccio da Montone, italienischer Condottiere
- 1443: Ferdinand von Avis, Infant von Portugal
- 1461: Stephan Krumenauer, deutscher Baumeister
- 1502: Georg I. Göler von Ravensburg, deutscher Adeliger
- 1531: Jobst I., Graf von Holstein-Schauenburg

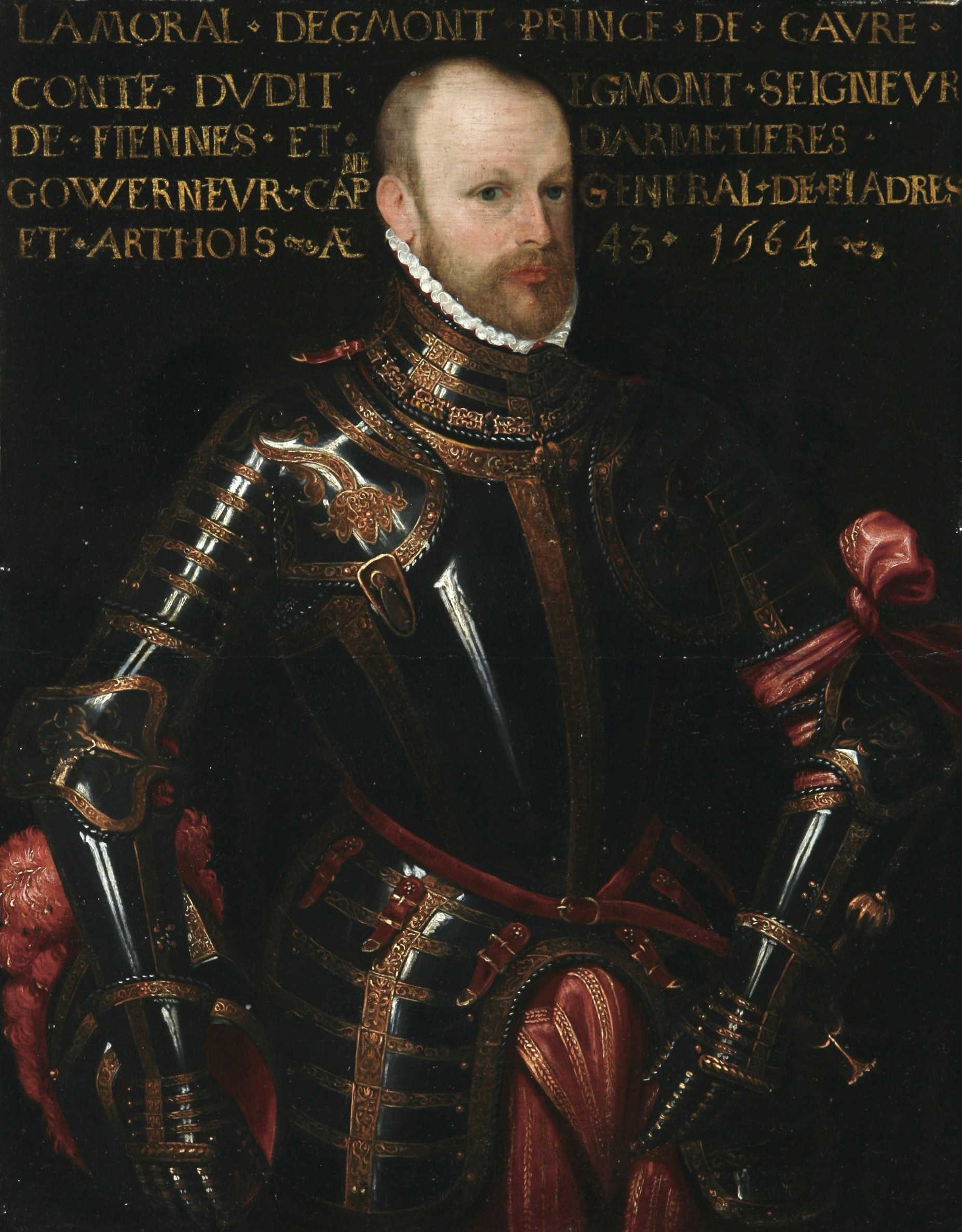
Lamoral von Egmond († 1568)

- 1568: Lamoral von Egmond, Ritter und Statthalter von Flandern und Artois
- 1568: Philippe de Montmorency, Graf von Hoorn, niederländischer Ritter, Admiral und Freiheitskämpfer
- 1572: Ulrich von Mordeisen, sächsischer Politiker und Diplomat
- 1586: Matthias Wesenbeck, flämischer Jurist
- 1594: Erik Gabrielsson Oxenstierna, schwedischer Staatsmann
- 1599: Josua Maaler, Schweizer Pfarrer und Lexikograf
- 1604: Thomas Muffet, englischer Arzt und Naturforscher
- 1646: Jeremias Siegel, deutscher frühkapitalistischer Unternehmer
- 1653: Federico Baldissera Bartolomeo Cornaro, Patriarch von Venedig
- 1656: Francesco Corner, Doge von Venedig
- 1666: Maria Felicia Orsini, Herzogin von Montmorency
- 1667: Francesco Maria Sforza Pallavicino, italienischer Kardinal und Theologe
- 1679: Francesco Maria Borzone, italienischer Maler
- 1688: Constantine Phaulkon, griechischer Abenteurer und Kanzler im Königreich von Ayutthaya in Siam
- 1690: Jeremias Süßner, deutscher Bildhauer
- 1716: Roger Cotes, englischer Mathematiker
- 1722: Johann Kuhnau, deutscher Organist, Komponist und Jurist
- 1740: Johann Georg Abicht, deutscher Theologe und Sprachforscher
- 1740: Henry Grey, 1. Duke of Kent, britischer Peer
- 1757: Bernhardine Christiane Sophie von Sachsen-Weimar-Eisenach, Fürstin von Schwarzburg-Rudolstadt
- 1758: Johann Peter Reusch, deutscher Philosoph und lutherischer Theologe
- 1774: Ludolph Lafontaine, deutscher Freimaurer, Porträtist, Miniatur- und Hofmaler
- 1781: Noël Hallé, französischer Maler und Schriftsteller
- 1787: Hans Heinrich Frey, Schweizer Unternehmer

### 19. Jahrhundert
- 1802: Johann Christian Gottlieb Ernesti, deutscher klassischer Gelehrter
- 1802: Joseph Jacob Murray de Melgum, schottischer Adliger, habsburgischer Feldzeugmeister und österreichischer Freiherr bzw. Graf
- 1806: Gabriel François Doyen, französischer Maler
- 1816: Giovanni Paisiello, italienischer Komponist
- 1819: Bodawpaya, König der Konbaung-Dynastie in Birma
- 1825: Odysseas Androutsos, griechischer Befreiungskämpfer
- 1825: Ferdinand von Bubna und Littitz, österreichischer Feldmarschallleutnant

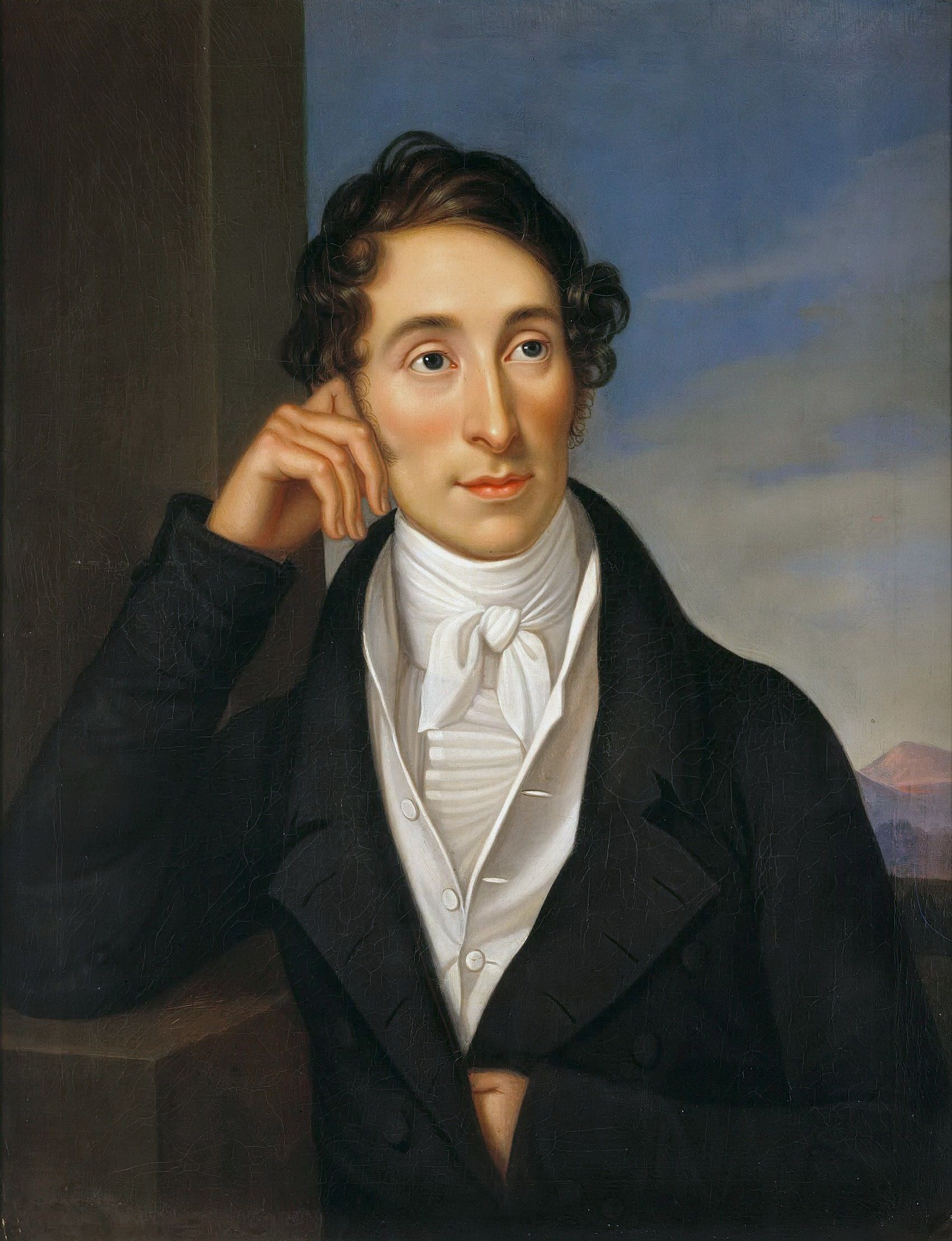
Carl Maria von Weber († 1826)

- 1826: Carl Maria von Weber, deutscher Komponist
- 1833: Immanuel Christian Leberecht von Ampach, deutscher Numismatiker, Kunstsammler und Mäzen
- 1836: Hans Joachim Steinmann, Bürgermeister in St. Gallen
- 1842: Jean de Montenach, Schweizer Politiker
- 1848: Karl Samuel Wild, Beamter, Archivar und Schriftsteller
- 1852: Tomasz Napoleon Nidecki, polnischer Komponist
- 1855: Siegmund Anczyc, polnischer Theaterschauspieler und -direktor
- 1857: Henry Hubbard, US-amerikanischer Politiker
- 1860: Carl Gamradt, preußischer Landrat, Mitglied der Frankfurter Nationalversammlung und des Preußischen Abgeordnetenhauses
- 1860: Samuel D. Ingham, US-amerikanischer Politiker
- 1863: Marie Ellenrieder, deutsche Malerin
- 1868: Anselm Hüttenbrenner, österreichischer Komponist und Musikkritiker
- 1874: Hans Jakob Pestalozzi, Schweizer Jurist und Politiker
- 1878: Ernst von Bibra, deutscher Naturforscher und Schriftsteller
- 1880: Carl Friedrich Lessing, deutscher Maler der Romantik
- 1880: Georg Friedrich Wagner, deutscher Orgelbauer
- 1885: Julius Benedict, britischer Komponist und Kapellmeister deutscher Herkunft
- 1887: Hans von Marées, deutscher Maler
- 1889: John Hamilton Gray, kanadischer Politiker und Offizier
- 1891ː Magdalena von Dobeneck, deutsche Schriftstellerin und Komponistin, religiöse Schwärmerin
- 1893: Julio Popper, Kartograph von Havanna
- 1898: Émile Danco, belgischer Artillerieoffizier und Antarktisforscher
- 1900: Stephen Crane, US-amerikanischer Schriftsteller

### 20. Jahrhundert

#### 1901–1950
- 1901: Dagny Juel, norwegische Schriftstellerin und Dramatikerin
- 1904: Sami Frashëri, albanischer Literat
- 1905: Johannes Miesler, deutscher Unternehmer, Verleger und Drucker

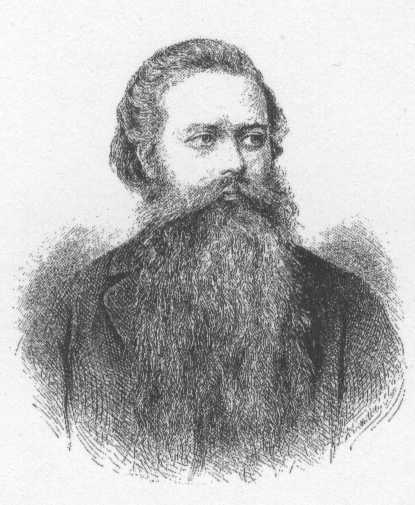
Eduard von Hartmann († 1906)

- 1906: Eduard von Hartmann, deutscher Philosoph
- 1908: Luca Fumagalli, italienischer Pianist, Komponist und Musikpädagoge
- 1910: William Sydney Porter, US-amerikanischer Schriftsteller
- 1912: Francis James Gillen, australischer Anthropologe und Ethnologe
- 1913: Theodor Wieland, deutscher Chemiker
- 1916: Herbert Kitchener, 1. Earl Kitchener, britischer General und Politiker
- 1916: Karl August Lingner, deutscher Unternehmer und Philanthrop

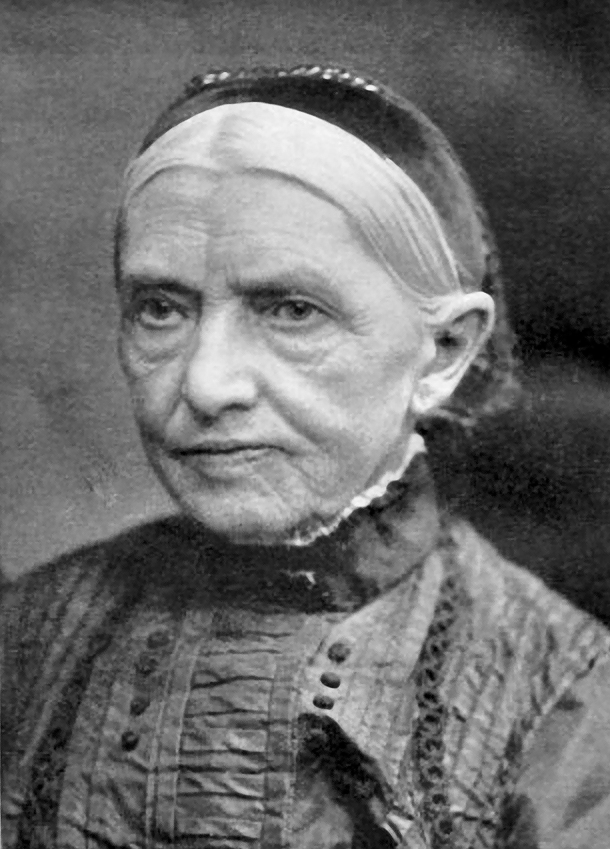
Helene Hübener (†* 1918)

- 1918: Helene Hübener, deutsche Schriftstellerin
- 1919: Eugen Leviné, deutscher Revolutionär und KPD-Politiker
- 1920: Rhoda Broughton, walisische Unterhaltungsschriftstellerin
- 1921: Georges Feydeau, französischer Dramatiker
- 1922: George Carmack, US-amerikanischer Goldsucher

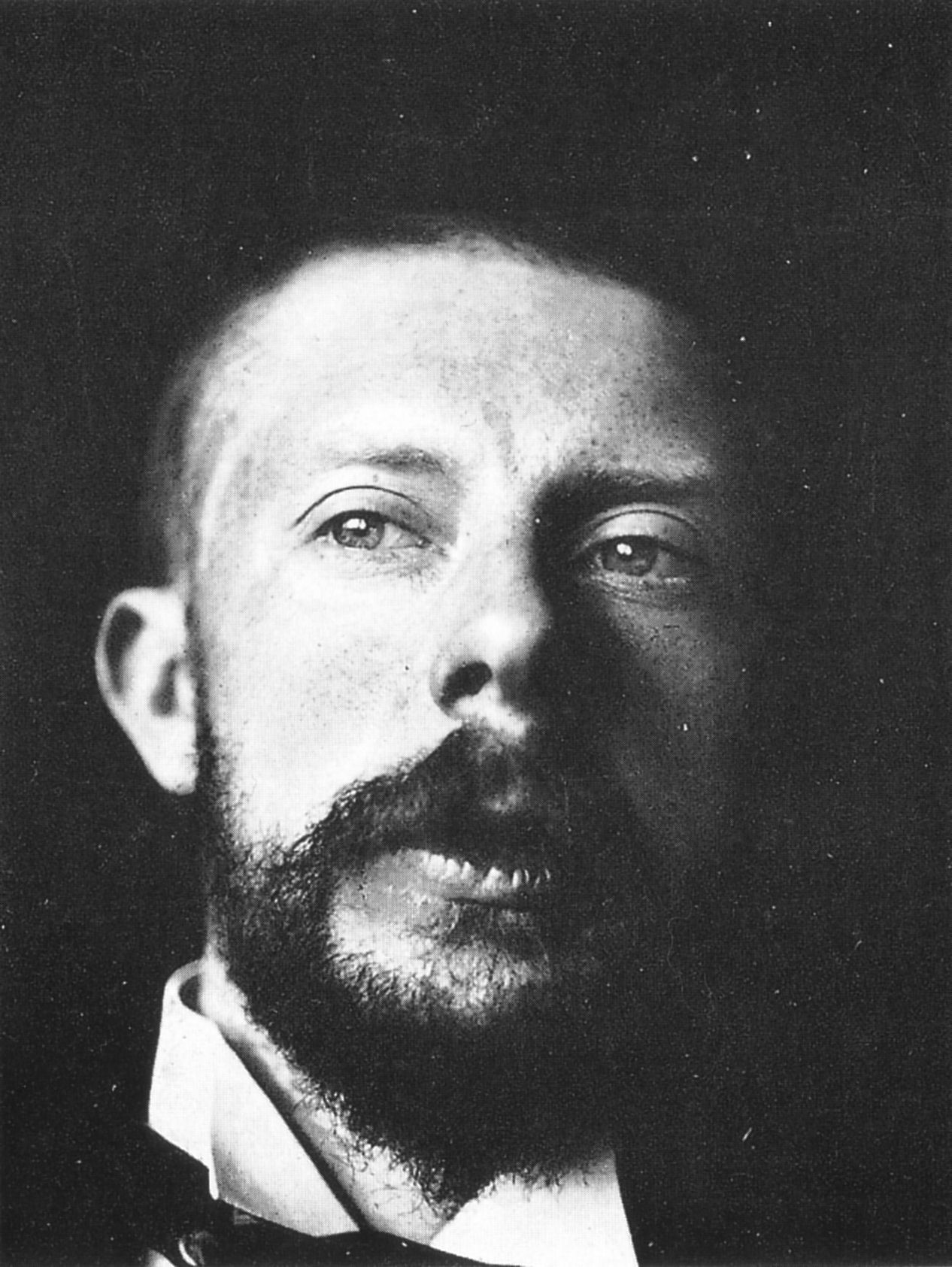
George Hendrik Breitner († 1923)

- 1923: George Hendrik Breitner, niederländischer Kunstmaler und Fotograf, Vertreter des Amsterdamer Impressionismus
- 1923: Carl von Horn, bayerischer Generaloberst und Kriegsminister

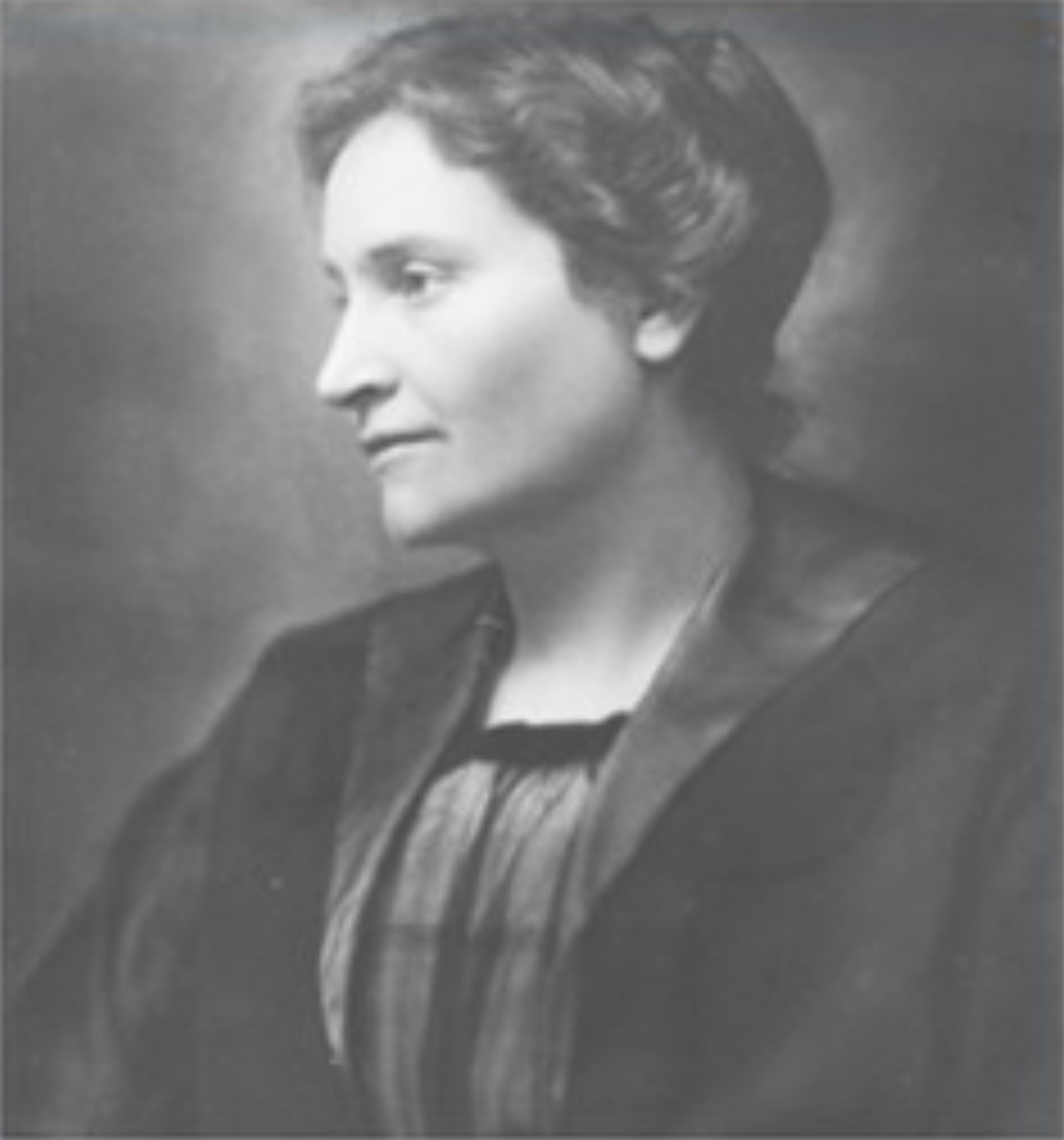
Jenny Apolant († 1925)

- 1925: Jenny Apolant, deutsche Frauenrechtlerin
- 1927: Victor Attinger, schweizerischer Fotograf und Verleger
- 1928: Kurt von Schleinitz, deutscher Offizier
- 1930: Eric Lemming, schwedischer Speerwerfer
- 1931: Crescente Errázuriz Valdivieso, chilenischer Dominikanerbruder, Erzbischof von Santiago de Chile, Kirchenhistoriker und -rechtler
- 1931: Adolf von Groß, Finanzverwalter der Bayreuther Festspiele
- 1931: Max Kienitz, deutscher Forstmeister, Forstwissenschaftler und Naturschützer
- 1932: Arthur Schloßmann, deutscher Kinderarzt, Gründer der ersten Säuglingsklinik
- 1932: Karl Stiegler, österreichischer Hornist und Professor
- 1934: Corrado Ricci, italienischer Archäologe und Kunsthistoriker
- 1936: Luigi Forino, italienischer Cellist und Musikpädagoge
- 1938: Henri Carré, französischer Tierarzt, Entdecker des Staupevirus

Hermann Thiersch († 1939)

- 1939: Hermann Thiersch, deutscher Archäologe
- 1942: István Abonyi, ungarischer Schachspieler und Schachfunktionär
- 1942: Herbert Bochow, deutscher Kommunist und Widerstandskämpfer
- 1943: Heinrich Backhaus, deutscher Politiker
- 1944: Józef Beck, polnischer Politiker
- 1944: Jacob Dahl, färöischer Propst und Bibelübersetzer
- 1944: Ker-Xavier Roussel, französischer Maler
- 1944: Riccardo Zandonai, italienischer Komponist und Dirigent
- 1946: Gustav Müller, deutscher Politiker, MdL, MdR
- 1948: Glen Edwards, US-amerikanischer Testpilot

#### 1951–2000
- 1956: Rudolph Sauerwein, deutscher Automobilrennfahrer
- 1958: Maurice-Yves Sandoz, Schweizer Schriftsteller
- 1960: Percy Bryant, US-amerikanischer Bobsportler
- 1961: Eduard Cruse, deutscher Offizier  bei der Schutztruppe in der deutschen Kolonie Deutsch-Südwestafrika
- 1961: Ludwik Fleck, polnischer Mikrobiologe, Mediziner und Wissenschaftstheoretiker

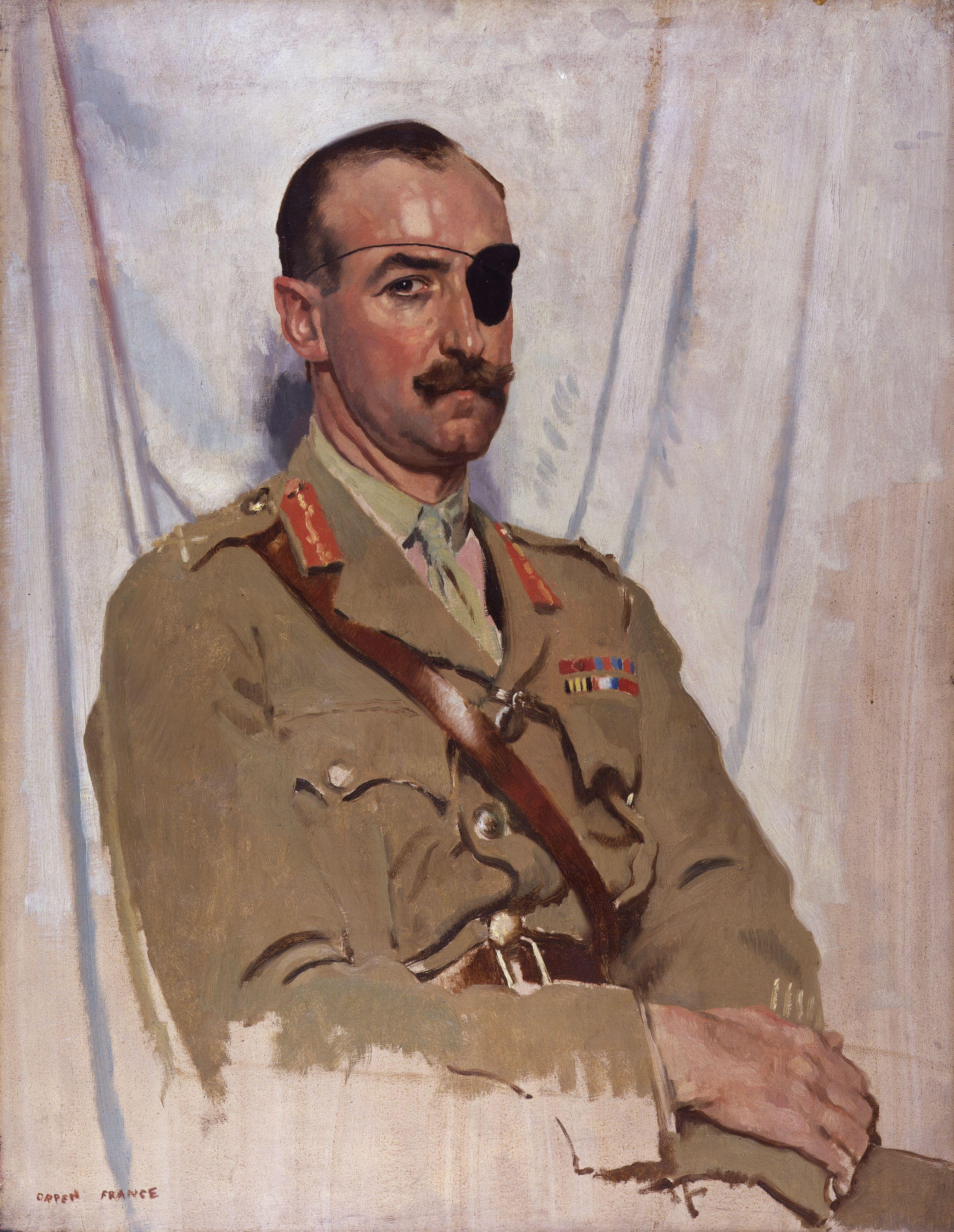
Adrian Carton de Wiart († 1963)

- 1963: Adrian Carton de Wiart, britischer General
- 1964: Ernst Waldow, deutscher Schauspieler
- 1965: Eleanor Farjeon, britische Kinderbuchautorin, Lyrikerin und Dramatikerin
- 1965: Wilhelm von Schweden, Herzog von Södermanland
- 1968: Ellen Gleditsch, norwegische Chemikerin
- 1969: Karl Bleyle, österreichischer Musiker und Komponist
- 1970: Hans Wilhelmi, deutscher Jurist und Politiker, MdB und Bundesminister
- 1971: Otto Waffenschmied, österreichischer Illustrator und Comiczeichner
- 1973: Werner Jadassohn, Schweizer Dermatologe
- 1974: Bruno Brehm, österreichischer Schriftsteller
- 1975: Paul Keres, estnischer Schachspieler
- 1976: Robert Wichard Pohl, deutscher Physiker
- 1977: Ortrud Abeking, deutsche Schauspielerin und Malerin
- 1977: Luis César Amadori, argentinischer Filmemacher, Drehbuchautor und Schriftsteller
- 1977: Sleepy John Estes, US-amerikanischer Musiker
- 1979: Heinz Erhardt, deutscher Komiker, Musiker und Entertainer, Schauspieler und Dichter
- 1980: Lauritz Lauritzen, deutscher Bundesminister, MdB
- 1980: Margret Dünser, österreichische Journalistin
- 1982: Roger Bonvin, Schweizer Bundesrat
- 1982: Olle Hellbom, schwedischer Regisseur und Drehbuchautor
- 1983: Kurt Tank, deutscher Ingenieur, Flugzeugkonstrukteur und Flieger
- 1984: Fuad Mohieddin, ägyptischer Premierminister
- 1985: Josef Maria Reuß, Weihbischof in Mainz und Titularbischof von Sinope
- 1986: Lisa Ullrich, deutsche Politikerin, MdR, Widerstandskämpferin gegen den Nationalsozialismus
- 1987: Takahashi Shinkichi, japanischer Lyriker
- 1988ː Else Kröner, deutsche Unternehmerin, Geschäftsführerin der Fresenius SE und Stifterin
- 1990: Frederick Nnabuenyi Ugonna, nigerianischer Linguist und Literaturwissenschaftler
- 1991: Oskar Audörsch, deutscher Generalmajor
- 1992: Franz Reuss, deutscher Generalmajor
- 1993: Conway Twitty, US-amerikanischer Country-Sänger
- 1993: Wolf von Baudissin, deutscher General und Friedensforscher
- 1995: Johana Harris, kanadische Pianistin, Komponistin und Musikpädagogin
- 1996: Anne-Marie Ørbeck, norwegische Komponistin und Pianistin
- 1998: Dieter Roth, Schweizer Dichter und Grafiker und Aktions- und Objektkünstler
- 1999: Mel Tormé, US-amerikanischer Sänger, Musiker und Schauspieler
- 1999: Ernie Wilkins, US-amerikanischer Jazzmusiker
- 2000: Huschang Golschiri, iranischer Schriftsteller

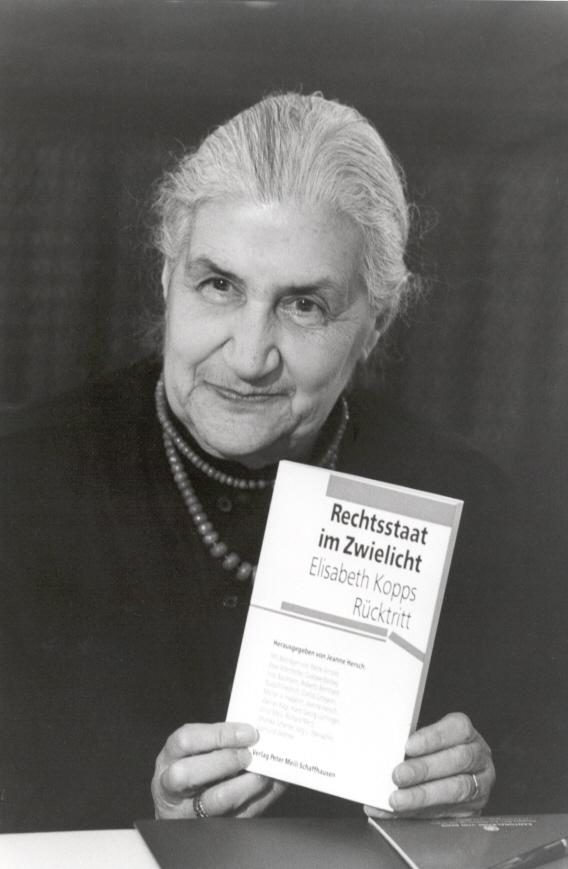
Jeanne Hersch († 2000)

- 2000: Jeanne Hersch, Schweizer Philosophin

### 21. Jahrhundert
- 2002: Curtis Amy, US-amerikanischer Saxophonist und Flötist
- 2002: Dee Dee Ramone, Bassist der US-amerikanischen Band Ramones
- 2003: Heinz Behling, deutscher Karikaturist, Zeichner und Kinderbuchautor
- 2003: Patricia Blomfield Holt, kanadische Komponistin, Musikpädagogin und Pianistin
- 2003: Jürgen Möllemann, deutscher Politiker, MdB, Staats- und Bundesminister, MdL
- 2003: Manuel Rosenthal, französischer Dirigent und Komponist
- 2004: Iona Brown, britische Dirigentin und Violinistin
- 2004: Karl-Ernst Maedel, deutscher Eisenbahn-Autor und Eisenbahn-Fotograf
- 2004: Necdet Mahfi Ayral, türkischer Schauspieler

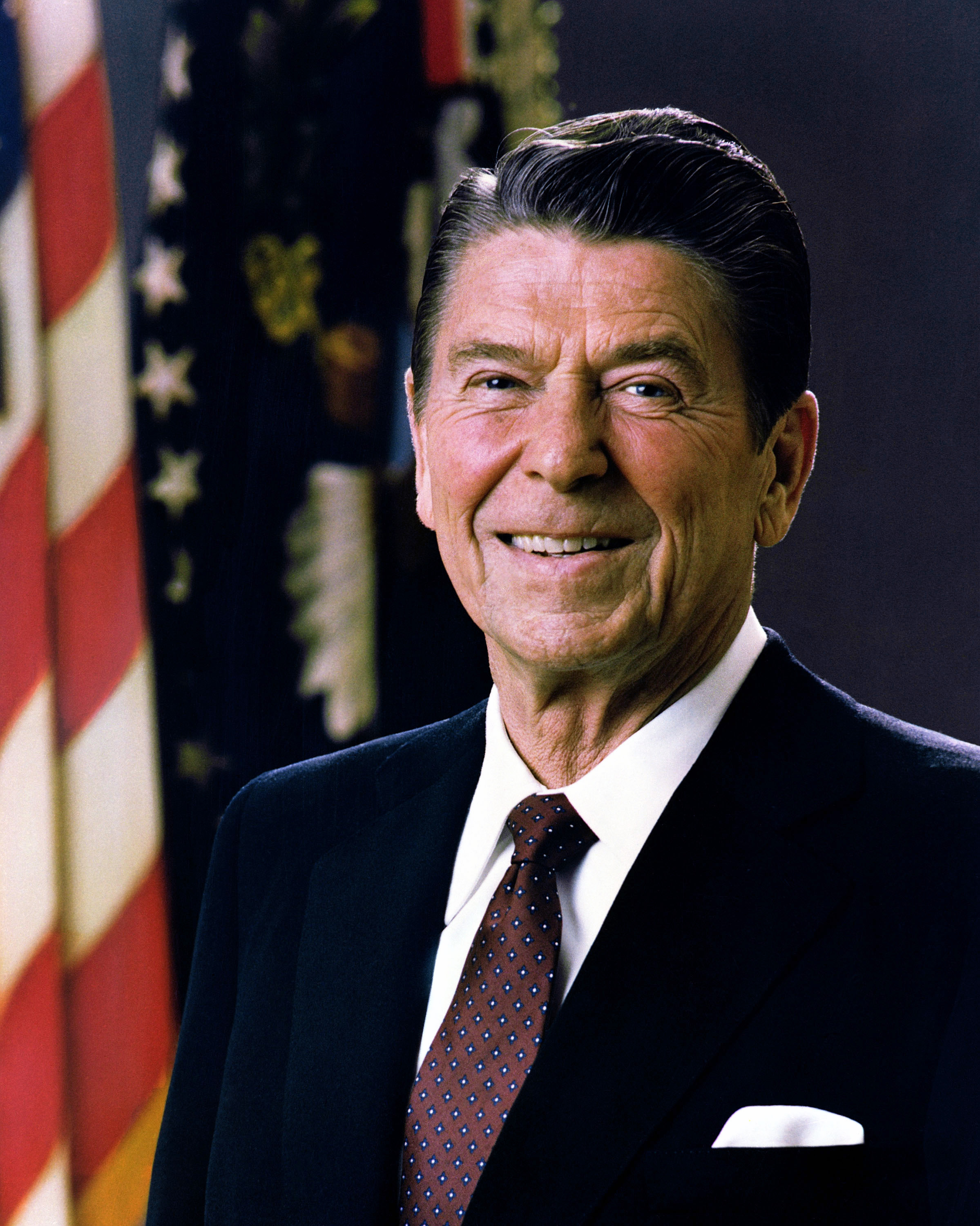
Ronald Reagan († 2004)

- 2004: Ronald Reagan, US-amerikanischer Schauspieler und Politiker, Gouverneur von Kalifornien, Staatspräsident

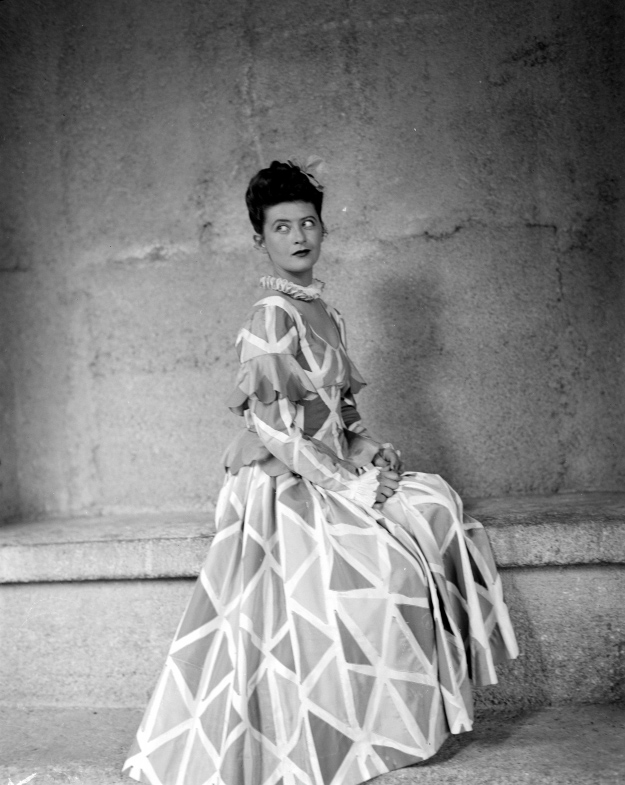
Susi Nicoletti († 2005)

- 2005: Susi Nicoletti, deutsch-österreichische Schauspielerin
- 2005: Wirot Nutaphand, thailändischer Militärangehöriger und Biologe
- 2005: Lothar Warneke, deutscher Regisseur
- 2006: Irène Aïtoff, französische Pianistin
- 2006: Henri Magne, französischer Rallyefahrer
- 2007: André David, französischer Komponist
- 2008: Eugenio Montejo, venezolanischer Dichter und Essayist
- 2009: Ilse Reiter, deutsche Politikerin, MdL
- 2010: Esma Agolli, albanische Schauspielerin
- 2010: Neil Anderson, neuseeländischer Vizeadmiral
- 2010: Bolívar Echeverría, ecuadorianisch-mexikanischer Wissenschaftler, Philosoph und Schriftsteller
- 2010: Arne Nordheim, norwegischer Komponist
- 2012: Ray Bradbury, US-amerikanischer Schriftsteller
- 2012: Caroline John, britische Schauspielerin
- 2013: Werner Andler, deutscher Kinderarzt
- 2013: Don Bowman, US-amerikanischer Country-Musiker
- 2014: Rolf Hachmann, deutscher Prähistoriker
- 2014: Johnny Leach, englischer Tischtennisspieler
- 2015: Tariq Aziz, irakischer Politiker, Minister
- 2015: Jerry Collins, neuseeländischer Rugbyspieler
- 2015ː Ivana Houserová, tschechische Glaskünstlerin und Glasdesignerin

Christine Wiegand († 2016)

- 2016: Christine Wiegand, deutsche Regisseurin und Drehbuchautorin
- 2016: Jerome Bruner, US-amerikanischer Psychologe
- 2017: Helen Dunmore, britische Schriftstellerin und Dichterin
- 2017: Peter Ehlers, deutscher Fußballspieler, -trainer und -funktionär
- 2017: Josef Kupper, Schweizer Schachspieler
- 2017: Cheik Tioté, ivorischer Fußballspieler
- 2018: Illa Blaue, deutsche Malerin
- 2018: Jadwiga Grabowska-Hawrylak, polnische Architektin
- 2018: Kate Spade, US-amerikanische Modeschöpferin
- 2019: Wolfram Eicke, deutscher Schriftsteller und Liedermacher
- 2019: Elio Sgreccia, italienischer Geistlicher, Kardinal
- 2021: Dieter Falk, deutscher Motorradrennfahrer
- 2023: Astrud Gilberto, brasilianisch-US-amerikanische Sängerin

## Feier- und Gedenktage
- Kirchliche Gedenktage
  - Hl. Bonifatius, angelsächsischer Theologe, Abt und Missionar, Märtyrer, Bischof und Schutzpatron (evangelisch, anglikanisch, römisch-katholisch)

- Namenstage
  - Bonifatius, Winfried

- Staatliche Feier- und Gedenktage
  - Dänemark: Grundlovsdag (1849)

- Gedenktage internationaler Organisationen
  - Weltumwelttag (UNO) (seit 1972)

Weitere Einträge enthält die Liste von Gedenk- und Aktionstagen.